# 魔弾の王と戦姫
『魔弾の王と戦姫』（まだんのおうとヴァナディース）は、川口士による日本のライトノベルおよびそれを原作としたメディアミックス作品。2023年9月時点で魔弾シリーズの累計部数は300万部を突破している。

## 沿革
2011年4月から2017年11月にかけてMF文庫J（KADOKAWA→メディアファクトリー）より刊行された。イラストは第8巻まではよし☆ヲが、第9巻以降は片桐雛太が担当。2022年9月22日から川口士自身の手によりMF文庫J版に大幅な加筆修正を加えた合冊版が、電子書籍限定で2022年9月から2024年5月にかけてダッシュエックス文庫より刊行された。イラストは白谷こなかが担当。
柳井伸彦によるコミカライズが『月刊コミックフラッパー』2011年11月号より2016年9月号まで連載された。
2018年9月より、リュドミラをメインヒロインとしたパラレルワールドを描いた『魔弾の王と凍漣の雪姫』（まだんのおうとミーチェリア）が集英社ダッシュエックス文庫より刊行。イラストは美弥月いつかが担当。
kakaoによる『魔弾の王と凍漣の雪姫』の序章のコミカライズが『水曜日はまったりダッシュエックスコミック』（集英社）にて連載。2020年10月より同サイトにて的良みらんによる同作のコミカライズが連載された。
2019年9月より、魔弾シリーズの世界観を描いた『魔弾の王と聖泉の双紋剣』(まだんのおうとカルンウェナン）が集英社ダッシュエックス文庫より刊行。原作は川口士、著者は瀬尾つかさ、イラストは八坂ミナトが担当。
2020年9月より、マスハス＝ローダントの青年期を描いた『ヤング・マスハス伝 ‐放蕩騎士と小粋な快刀‐ 魔弾の王外伝』が集英社ダッシュエックス文庫より刊行。原作は川口士、著者は橘ぱん、イラストは白谷こなかが担当。
2023年8月より、魔弾シリーズのスピンオフ漫画である『恋する魔弾と戦姫のアカデミア 〜Another Story of the Lord Marksman and Vanadis〜』の連載が『水曜日はまったりダッシュエックスコミック』（集英社）にて開始された。原作は川口士、脚本は早矢塚かつや、作画はかたせなのが担当。
2023年9月より、シリーズ最終章として『魔弾の王と叛神の輝剣』が集英社ダッシュエックス文庫より刊行。イラストは美弥月いつかが担当。
2024年8月より、ティグルとソフィーヤが幼少期に出会っていたらと仮定した話として『魔弾の王と極夜の輝姫』が集英社ダッシュエックス文庫より刊行。イラストは植田亮が担当。

## あらすじ
ブリューヌ王国とジスタート王国が両国の国境にあるディナント平原で激突したディナントの戦いは当初のブリューヌ王国の圧倒的な勝利という予想を大きく覆し、ジスタート王国にいる七戦姫の一人『銀閃の風姫（シルヴフラウ）』こと『エレオノーラ=ヴィルターリア（エレン）率いるジスタートの勝利で終戦。ブリューヌ王国の伯爵位の貴族の少年ティグルヴルムド=ヴォルン（ティグル）は、味方の逃亡を手助けするためにエレンを討ち取ろうとするものの失敗、彼女の捕虜となる。
出会うはずのなかった二人の出会いがブリューヌとジスタートのみならず、周辺の国々を巻き込み後の世に語り継がれる程の英雄譚の始まりになるとはまだ誰も知る由もなかった。

## 登場人物

### 主要人物

#### 主人公
ティグル / ティグルヴルムド＝ヴォルン
声 - 石川界人（幼少時代 - 瀬戸麻沙美）
本作の主人公。ブリューヌ王国北部の辺境アルサスを治める伯爵で銀の流星軍、月光の騎士軍ともに総大将を務める。16→18歳。くすんだ赤色の髪を持つ。愛称はティグル。
オルメア会戦を経てムオジネル軍より『流星落者（シーヴラーシュ）（流星さえも射落とす者という意味）』の異名を贈られ、ブリューヌ内乱鎮圧の功績により『月光の騎士（リュミエール）』の称号を賜る。
アルサスで幼少時より狩りに明け暮れていたため、高い視力と超人級の弓矢の腕を持ち、300アルシン先の標的をも狙い撃つことができる。ムオジネルとの2度目の戦いでこれまでの飛距離を大きく更新して400アルシン先の標的を狙い撃つという偉業を達成する。その反面、弓以外の武芸はまったくできず新兵同然の腕前だったため弓を蔑視する祖国での評価は不当なまでに低かった。当初は弓の技量のみ際立っていたが、リムの授業を受け、数々の実戦を経験していく中で徐々に指揮官としての才能を開花させ、多大な武勲を打ち立てるようになる。
基本的に楽天的な性格だが正義感が強く、弱者が虐げられることを嫌う。その性格ゆえに戦でも民衆を犠牲にするような作戦は除外して考える傾向があり、アスヴァールの内乱では敵の補給を絶つためとはいえ井戸に毒を投じることに最後まで抵抗を感じている。また、危機的な状況でもあまり取り乱さず冷静に行動するなど、ここぞという時に肝が据わっている。趣味は昼寝と狩猟。一度寝るとなかなか起きず、捕虜の身であっても気にせず爆睡し、リムに口に剣を突っ込んで起こされたこともある。公私を履き違えて狩猟を優先してしまうことが時折ある。自身の領地にして故郷であるアルサスとその領民への想いは強く、領民からも慕われている。周囲も呆れるほど野心がなく、栄達なども望んでいないが、太陽祭でのヴィクトールとの謁見を経て「王」という存在を意識するようになる。その誠実な人柄に好感を抱く者も多い反面、彼の人となりをよく知らない者からはその無欲さに疑念を抱かれたりすることもある。恋愛事に関しては生真面目で、立場や身分に関係なく本当に想う人と結ばれたいと願う一方で、複数の女性を好きになっていると気付いたときは、自分は節操なしの女好きなのではないかと悩んでいる。
ヴォルン家の家宝である黒弓の力を不完全ながらも覚醒させたことで、戦姫に匹敵するほどの力を手に入れるが、それをきっかけとして魔物と呼ばれる異形の者たちからも狙われるようになる。この黒弓は竜具と呼応してより大きな力を発揮するなど謎が多く、使用者であるティグルでさえ詳細を知らなかったが、後に『ティル=ナ=ファ』と想いを伝えあう弓であり、使い手は、彼の女神を降臨させるための器の役割があることが判明。ガヌロンの謀略により『魔のティル=ナ=ファ』をその身に降し、黒弓と一体化したような異形と化したが、エレン達の決死の攻撃に加え、彼自身も抵抗していたことで、ガヌロンに女神そのものを喰われ元に戻る。
ディナントの戦いで敗走中にエレンたちと遭遇するが、弓の腕を認められたことでエレンの初めての捕虜となる。その後、アルサスを焼き払いに来たテナルディエ軍をエレンの助力を得て返り討ちにし、そのままブリューヌ内乱から領地を守るべく奮闘することとなる。ナヴァール騎士団やムオジネル軍を退け、さらにはテナルディエ公爵を倒したことでブリューヌの内乱を治める。また、その過程で王女レギンの命を救ったことで救国の英雄として大陸中に名を知らしめる。
内乱以降は周辺諸国からも重要人物として認識されるようになり、特に友好国であるジスタートやブリューヌの領土を狙うムオジネルからは注目されており、アスヴァールの内乱を共に戦ったタラードからもその手腕を高く評価されている。逆に国内では辺境の小貴族の出であることや弓使いであることを理由に彼を正当に評価しない者たちもおり、内乱で敵対したテナルディエ派の貴族たちからも疎まれているなど微妙な立場に立たされている。ザクスタンとの戦ではそういった背景を利用され、ジスタートの傀儡となって祖国を売り渡そうとしているという流言を流される。
戦姫たちをはじめ、レギンやティッタ、リムなど多くの女性から好意を抱かれ、中でもエレンとは互いに惹かれ合っており、お互いの立場からあくまで戦友としての関係だったが、グレアストとの戦いでエレンが一時的に敵に捕らわれたことをきっかけに想いを打ち明け、結ばれることとなる。また、エレンと結ばれたことでティッタのことも好きだということを改めて自覚し、これからもそばにいてほしいという自身の気持ちを伝え、ティッタとも恋人同士となる（アニメ版では片思いされるという形で、自身は恋愛感情を抱かないまま芽生えず終わっている）。
ヴァレンティナが起こしたジスタートの内乱やガヌロンの暗躍に巻き込まれ、女神を喰らったガヌロンを、苦戦しながらもエレン達と協力して討ち滅ぼすが、結果として彼女達の竜具は一時的に力を失い、ソフィーが重傷を負うなど再び苦境に立たされるも、彼女のことも含め、ガヌロンの企みを放置していたヴァレンティナと戦う決意を固め、エレンたち戦姫と『黒竜旗軍（アルマジルニトラ）』を結成。謀略により幽閉されたユージェンを救出に向かうも、あと一歩のところでミロンの凶刃により致命傷を負わせてしまう。そして今わの際の彼に「ジスタートの王になってほしい」と願われ、戸惑いながらも自分が大切に思う者達を守るために、その願いを聞き届け、ジスタートとブリューヌ両国の王として立つことを決意する。
最終的にルスランに後を託される形でジスタートの王として即位し、またブリューヌの王にも即位してエレンを始めとした戦姫五人とリムとレギンとティッタの計八人を恋人にし、全員と結婚。三年後にはエレンとの息子ヴェーチェルをはじめとした他のヒロインとの複数の子供を儲ける。
魔弾の王と凍漣の雪姫
リュドミラがメインヒロインとなった物語における主人公（ティグルの父ウルスは存命）。ウルスとスヴェトラーナが出会ったという奇縁で1年間オルミュッツに出向し、リュドミラとはその時からの縁である。戦姫らに振り回されがちであった原作初期と異なり、リュドミラとは物語開始時から両想いで女性との付き合い方を心得ている。

#### 七戦姫
エレオノーラ＝ヴィルターリア
声 - 戸松遥
本作のメインヒロインでジスタート七戦姫の1人。ライトメリッツ公国公主。16→18歳。銀の髪と赤い瞳を持つ巨乳の美少女。愛称はエレン。
操風の長剣「アリファール」を持ち『銀閃の風姫（シルヴフラウ）』『剣の舞姫（メルティス）』などの異名を持つ。自身も優れた剣術と大胆で的確な戦術指揮能力を有し、戦姫の中では特に野戦に長ける。兵士の損耗等への考慮が不要である程の強大な戦闘能力を有しており、手応えのない楽な戦いではつまらないと評する反面、単騎で突撃する傾向も少なからず見られ、グレアスト軍との戦いでは竜具の力を封じられて敵中に孤立、捕虜にされたこともある。
為政者としても優秀。ティグルをして「ライトメリッツと同等の統治をするなら」アルサス全土をゆずると言わしめている。赤ん坊の頃に傭兵団『白銀の疾風（シルヴヴァイン）』の団長ヴィッサリオンに戦場で拾われ、そのまま団の一員として育てられたが、そのヴィッサリオンが語っていた夢である、民が飢えることなく、それほど寒さに凍えずに、野盗にもおびえずに、人の交流が盛んで、誰もが笑顔で暮らせるような国をつくることをライトメリッツの公主になったときに、文官、武官たちに対して宣言するとともにそのような国づくりに協力してほしいと依頼し、そのように統治を進めてきた。
反面、よく冗談とも本気とも付かない言動で周囲を翻弄することがある。ソフィーとサーシャに絶大な信頼を寄せ、何かあれば必ず協力を約束する一方でジスタート国王に対してはその小心ぶりを鼻で笑い、ミラと顔をあわせると必ず喧嘩に発展し、過去の確執からリーザを一方的に悪とみなすなど、人の好き嫌いが激しい。その傾向から身内や仲間に対して甘く、彼らが危機に晒されると冷静さを失う。
ティグルに対しては当初はその桁外れの弓の腕前を気に入り自分の臣下に加えようと考えていたが、戦場などで共に行動していくうちに彼を一人の男性として意識していくようになっていく。お互いの立場上、関係は中々進展していかなかったがグレアストに囚われたことでティグルとの関係が一気に進展することになる。グレアストに囚われた際は貞操の危機かと思われたがグレアストの異常な性癖が幸いし、グレアストから胸や脇を舐められるといった愛撫は受けたものの、強姦などの行為は受けなかったため唇や純潔は守り通す。周囲から見れば肌を舐められた程度で済み貞操の危機は免れたという安堵する結果であったが、本人としては女性として辱めを受けたと感じるほどの事態であったため酒を煽る程に追い詰められている。これが契機となってティグルからの告白を受け彼への思いを完全に自覚、自らの想いを打ち明け結ばれる。
ティグルがブリューヌの王とジスタートの王に君臨したことで立場上の問題は解決し、三年後には彼との間に1歳と少しになる息子ヴェーチェルを儲ける。
リュドミラ＝ルリエ
声 - 伊瀬茉莉也
本作のヒロインの1人。ジスタート七戦姫の1人。オルミュッツ公国公主。16→18歳。青い髪をショートヘアにしている。愛称はミラ。
操氷の槍「ラヴィアス」を持ち『凍漣の雪姫（ミーチェリア）』という異名を持つ。真面目かつ聡明で誇り高い文武両道の実力者だが、故に高慢であり劣る者を見下す傾向もある。戦上手で戦姫の中では特に守備戦術に長ける。
ルリエ家は本来世襲ではない戦姫の地位を代々受け継ぐ稀有な存在であり、彼女も相応の教育を受けて戦姫となる。そのため「ぽっと出」のエレンを「品がない」と嫌う。エレンのほうも彼女の高慢な態度を嫌っており、会えば派手にいがみ合う関係。小柄でエレンよりも胸が小さいため、そのことをエレンからは頻繁にあげつらわれている。ジャムを入れた紅茶（チャイ）が好物で、それを自分で淹れ、客人に振舞うのも趣味。
ルリエ家とテナルディエ家との間には代々の親交があり、その縁からティグル討伐の支援を依頼される。しかし彼女は内心ではテナルディエを嫌っており、不満を矜持で抑え込んでいた。タトラ山で偽名を用いたティグルと遭遇した際にはそうとは知らずに彼に心を許し、その不満をぶちまけている。そのことと、敵である自分を暗殺者から守ってくれた誠実さから彼を気に入り、ブリューヌ内乱において中立を宣言。その後、ムオジネル侵攻の際『銀の流星軍』の救援に駆けつけ、黒弓の力を知ることを条件に協力関係になる。オルメア会戦を共に戦い抜いたティグルに対しはっきりと好意を抱くようになり、以後はお互い愛称で呼び合うようになる。そのまま内乱に参戦、終戦後は彼を引き抜こうとして度々誘いをかけている。ティグル行方不明の報を聞いた際、アスヴァールでティグルが買った紅茶を持ちながらショックを受けている。
太陽祭でティグルに再会すると、アスヴァールでの土産の紅茶を彼から直接受け取りたかったと不満を言うが、再会できたことに喜んでいた。ザクスタン侵攻に伴いムオジネルの動きを察知したヴィクトール王の命で牽制のためにフォドニー城砦でクレイシュ率いるムオジネル軍と戦うもアニエスへの進軍を許し、直後、魔物出現をラヴィアスから教えられ、単独でブリューヌに向かう。グレアストの捕虜となったエレン救出行動中にヴォジャノーイの襲撃を受けていたティグルと共闘し、そのままエレン救出にも協力する。ムオジネル軍の再侵攻に際しては守備戦術に長けていることを見込まれ、王都ニース守備軍の指揮を執り、クレイシュの消耗戦に苦しめられながらも辛うじてニースを死守する（ミラの見立てではニース守備軍は限界を迎えており、あと一日戦いが続いていればニースは陥落していたと語っている）。
ティグルとエレンの両人に近しい間柄だったため、二人が結ばれたことにもすぐに気づき、以来、エレンには嫉妬と羨望が入り混じった感情を抱いている。
後に想いを告白するも返事は保留としたが、ティグルから肯定の返事を貰い、涙ぐみながら喜び婚約者の一人となり、結婚するまで至り彼との子供まで儲けている。
魔弾の王と凍漣の雪姫
本作におけるメインヒロイン。青い髪を伸ばしている。
ソフィーヤ＝オベルタス
声 - 茅野愛衣
本作のヒロインの一人。ジスタート七戦姫の1人。ポリーシャ公国公主。年齢は20→22歳。緑柱石色の瞳、緩やかなウェーブを描く淡い金髪の美女。長身で起伏に富んだ抜群のスタイルをしており、作中の女性の中で一番の巨乳の持ち主でもある。愛称はソフィー。
操光の錫杖「ザート」を持ち『光華の耀姫（ブレスヴェート）』の異名を持つ。
いかにも深窓の姫君といった評価が合うおっとりとして穏やかな性格の持ち主だが、怒ると怖い。外見からは想像し難いが、情報収集に非常に長け、戦姫の例に漏れず高い戦闘能力を持つ。また、彼女の竜具は形状から武器としては警戒されにくいため、外交特使として他国に赴いての交渉に当たることも多い。
竜を愛でるのが好きで、エレンの飼っているルーニエが特にお気に入り。エレンのことは公私共に大切に思っている。好奇心が強く、あらゆるものに興味を示す一面がある。とりわけ強い興味を持った対象についてはその意をはっきり口に出すという特徴があり、ティグルはその対象になっている。
ブリューヌの内乱終結後はアスヴァールのエリオット王子の下に使者として赴くが、罠に嵌められる。監禁されムオジネルに売られそうになっていた所をティグルに救出され、以来感謝とも恋情とも取れる感情を抱くようになる。ティグル行方不明の際はその場にいたにも関わらず、助けられなかったことを悔やんでおり、エレンに彼が買ってきていた土産を渡すとポリーシャに戻って魔物のことを調べ始める。
太陽祭の頃にはティグルへの好意が確かなものとなり、太陽祭で再会した際には人目もはばからず彼に抱きつき喜びを露わにしている。ムオジネルのブリューヌ再侵攻時にはミラからの要請を受け、援軍に駆けつける途中に偶然、ムオジネルの伝令を撃破、これによりクレイシュへ国王危篤の報が遅れることとなり、間接的にブリューヌを救うこととなる。戦後、ミラからティグルとエレンが結ばれたことを聞かされるが、特に気にせずいずれティグルに告白することを明言する。
使者としてジスタートへ向かうティグルに同行する途上、ルテティアでドレカヴァクを退け、帰国後、突然のルスランの復帰やその腹心となったヴァレンティナ、ヴィクトールの逝去が立て続けに起こったことで動乱の予感を感じていたところにヴァレンティナの奇襲を受け、技量の差から追い詰められるもルスランの介入によって事無きを得る。
ミラと共にムオジネルの撃退に向かい鎮圧に成功し王都へと帰還するも、既にヴァレンティナのオスローデ軍が入っており、一旦退きエレン達との合流を目指す。その途上で、ティッタ、ガスパール、ジェラールと再会しティグルが王都から十日前に姿を消したことを知らされ、ティッタが受けたティル＝ナ＝ファの神託に従いザガンの地に向かい、その途上でエレンたちと、彼の地でティグルと合流し、共に『魔のティル＝ナ＝ファ』を喰らったガヌロンを滅ぼす。
しかし代償として竜具の力を一時的に失い、ザガンの地付近に設置した幕営の外を歩いていたところをヴァレンティナと遭遇し重傷を負わされ、側近たちの判断で、表向きは葬儀を執り行って、ヴァレンティナの目を欺く。その後、傷跡こそ残ったものの一命を取り止め、然るべき時まで、死を装い情報を集めながらポリーシャで静観していたが、ヴァレンティナとの決戦時に満を持して3千の兵で参陣し、ティグルの勝利に貢献する。
内乱の平定後に、リーザとオルガと共にティグルに想いを告げ恋人の一人になり、エレンやリュドミラ達と共に結婚にまで至り、ティグルとの子まで儲けている。
戦姫の中で彼女のみ本編で出自が紹介されていないが、MF文庫Jのサイトで公開された作者インタビューにおいて、オルミュッツとポリーシャの間にあるルブリンという町の出身であることが明かされている。彼女の父は領主に仕える騎士で、事後処理や交渉事を得意としていた。両親は父母共に忙しかったため祖父に面倒を見てもらっており、その時に文字の読み書きや棒を使っての護身術などを教えられている。
エリザヴェータ＝フォミナ
声 - 小林ゆう
本作のヒロインの一人。ジスタート七戦姫の1人。17→19歳。ルブーシュ公国公主。金色の右目と碧色の左目を持つ『異彩虹瞳（ラズイーリス）』と呼ばれるオッドアイの少女。愛称はリーザ。
操雷の鞭「ヴァリツァイフ」を持ち『雷渦の閃姫（イースグリーフ）』『鞭の舞姫（クヌートス）』の異名を持ち、上記の『異彩虹瞳』も今では彼女を指す異名である。
ライトメリッツ貴族出身だが、この地域では凶兆とされる『異彩虹瞳』を理由に放逐される形で田舎の寒村で虐められながら育つ。その時、当時傭兵団の下働きだったエレンと出会っており、互いに戦姫になった際に再会したがエレンは覚えていない。戦姫に選ばれた際、『異彩虹瞳』を吉兆と崇めるルヴーシュの主になったことから自信を取り戻すが、心の底では『異彩虹瞳』へのコンプレックスが根強く残っており、度々周囲の者に「私の瞳をどう思う」という問い掛けをする。ルヴーシュへの思いは強いのだが、配下が全員先代戦姫が選抜した人材であり、事あるごとに手腕を比較され、内心で苦悩している。
1年前に起きた疫病と貴族である実父の着服問題でエレンとは確執があり、彼女からの評価は低い。また、その時にエレンに決闘を挑んでいるが、完膚無きまでに叩きのめされ敗北している。その悔しさからバーバ＝ヤガーの神殿で祈りを捧げ、力が欲しいと望んだことでヤガーと契約し人間とは思えぬほどの力を授かる。しかし、現在はその力に執着しておらず、力をヤガーに返してやりたいとさえ言っている。
トルバランとの戦いで援軍として駆け付け、サーシャと共に海賊とトルバランを討伐する。終戦後に“ウルス”（記憶喪失のティグル）と出会い、自分の眼に対して忌憚のない感想を述べた“ウルス”を気に入り部下として迎える。彼と過ごすうちに偶然が重なった出会い、素性不明を理由に孤立する彼を見てかつての自分を連想する同情と親近感、初めて自分の意思で抜擢した部下という拘りなど様々な要因や感情が重なった結果、“ウルス”に対し強い執着心を持つようになる。後にエレンの言動から“ウルス”の素性を確信するが、“ウルス”とティグルは別人であると自らに言い聞かせ、彼に難題を与えてそれを成し遂げた後に新参の従者としては破格の待遇を与えるなどして必死に彼を自分の下に繋ぎ留めようとする。
自身の力の悩みを絶つためにもバーバ＝ヤガーを討つべきと考え、単身で対峙する。窮地に駆けつけたウルスとエレンの手助けもあり、悩みを断ち切ってついにバーバ＝ヤガーを撃退、右腕の力を消し去る。同時にその代償として右腕の機能を失ってしまう。その後、「ティグル」としての記憶を取り戻したウルスの本心を察し別れを告げる。同時にティグルからは「何かあればすぐに駆けつける」と約束されてしまい、エレンと自分が争った場合に彼が仲介する意向を聞いてからは、その言葉を否定しようとしなかった。太陽祭でティグルに再会した際には彼から右腕のことを心配されたが、回復傾向にあることを告げて安心させる。また、ティグルがミラやソフィーと互いに愛称で呼んでいたことに対抗心を燃やして、彼にも互いに愛称で呼ぶようにお願いする。ただナウムからは、10歳かそこらならまだしも、19歳の娘でありながら、彼と少し話ができただけで満足している姿に憂いを抱かれている。実際、後にソフィーやオルガと共に想いを告げた際には、二人が一緒でなければ行動に移せたかどうかと疑問視されている。
ティグルが使者としてジスタートを再訪した際に再会し、ティグルに好意を抱く女としてエレンとの間に何かがあったことに気付き、ティッタの反応から確信する。その後、ルスラン王子を後ろ盾とするヴァレンティナからの同盟の打診を受け、裏切る気満々でそれに応じるも、その考えはヴァレンティナに読まれており、フィーネの襲撃を受ける。圧倒的な技量の差により、重傷を負い追い詰められるも駆け付けたティグルに救われ事無きを得る。
その後、エレンに傷の介抱を受けたことを切っ掛けに、自らが、かつてエレンに虐めから助けてもらった片目のエリザヴェータであると明し、完全に和解。以後は互いに愛称で呼び合うことになる。
エレンやティグルらと共にヴァレンティナとフィグネリアと敵対し、特にガヌロン戦で、竜具が一時的に力を失い、ソフィーも一時離脱してからは、戦略面で陣営を大きく支える。
内乱の平定後、上記の通り、ティグルがジスタート王に登極したことで立場上の問題が解決された上、ソフィーとオルガに便乗する形で想いを告げ、恋人の一人になる。しかし、他の恋人に出鼻を挫かれるなど相も変わらず恋愛面において後塵を拝しており、その上ティグルに密着できただけで満足そうにしているなど、ナウムの憂いはあまり改善されていない。
アレクサンドラ＝アルシャーヴィン
声 - 小松未可子
ジスタート七戦姫の1人。レグニーツァ公国公主。エレンが戦姫に選ばれた際に必要なことを教えてくれた人物。愛称はサーシャ。
「バルグレン」の持ち主で、『煌炎の朧姫（ファルプラム）』『刃の舞姫（コルティーサ）』の異名を持つ。
遺伝性の血液の病気に冒されているが、それでもエレンが剣の勝負で勝てたのは一度だけで、病に冒される以前は三人の戦姫を相手に勝利するなど戦姫の中でも異例の強さを持っている。病が重症化してからは竜具を振るうこともままならなくなり、寝たきりの生活が続いていた。アズヴァールへ向かう途中のティグルと屋敷で出会い、互いに気に入り再会を約束する。
トルバランの来襲を受けて隣国のリーザに援軍を要請した後、決死の覚悟で出陣、紙一重の差で勝利する。しかしその戦いで死力を尽くしたため、数日後にエレンに看取られながら息を引き取る。22歳没。
魔弾の王と聖泉の双紋剣
甦ったアスヴァール建国王アルトリアスの幕下に、新たな円卓の騎士として甦る。生前、死病に取り憑かれてなおエレンら三名の戦姫を同時に相手取って勝利する程の技量はそのままに、常人を遥かに上回る膂力を合わせ持ち、リムとティグルを追い詰める。ヴァレンティナの奇襲により手傷を負い一旦は引いた。
ヴァレンティナ＝グリンカ＝エステス
声 - 原田ひとみ
ジスタート七戦姫の1人。オステローデ公国公主。年齢は22→23歳。ジスタート王家の傍系の貴族出身で、青みがかった長い黒髪の儚い雰囲気を持った巨乳の女性。
大鎌「エザンディス」を持ち『虚影の幻姫（ツェルヴィーデ）』の異名を持つ。
幼少期からいつか国を治める夢を抱いて勉学、武芸に勤しんでいた。17歳で戦姫に選ばれた当時のオステローデは7つの公国中、最も弱い国だったが、力も領地もない小貴族だった彼女にとってはかけがえのないものとなり、内政の知識と策謀を駆使して5年間で他の公国と比べても遜色ないほどに発展させている。
エザンディスは瞬間移動能力を持ち、遠くへ行くほど体力を使うとされるが詳細は不明。ソフィーと同様、高い情報収集能力を持ち、外見からは想像もつかないほど武術に長けている。後述の理由もありエレンや他の戦姫と違い最前線では戦わず、後方からの指揮に徹し、堅実な用兵を得意としている。しかし戦闘が苦手なわけではなく、ブリューヌでは互いに本気ではないとはいえガヌロンと互角に戦い、ガヌロンに「相性が悪い」と言わしめるほど卓越した武芸の才を誇る。その一方で騙し討ちや川への毒の垂れ流しを平然と提案するなど勝利の為には手段を選ばない苛烈さと冷徹さを持ち合わせている（ただし他者の反応を窺っている面もある模様）。他の戦姫が知らなかった魔物の存在も早くから把握しており、ガヌロンの正体にも気付いているなど知識面でも他の戦姫とは一線を画す存在となっている。
国力温存などの理由から自身を病弱と偽っており、過去の戦でも少しの損害で撤退してしまうことから戦姫の中でも悪名の方が知れ渡っているが、本人は全く気にしていない。また滅多に公の場に姿を見せないためソフィーからは特に警戒されており、ブリューヌで共闘したエレンやミラからも「信用できない」「自分のことしか考えていない」と不信感を持たれており、後に会談したフィーネからは「面の皮が厚い」とまで評されている。ほとんど全ての相手から容姿も性格も酷評されているガヌロンでさえも「私を自分のことしか考えないと言うなら、まず鏡を見るといい」と痛烈な皮肉を述べるほど。
他の戦姫たち接する時の態度とは違い、自分の領地や家来と接する時の愛情は本物であり、彼らに対しては普段の彼女からは想像もつかない優しい人間として接している。これは先代の戦姫が「公国は戦姫のものであって私のものではない、自分のものになるわけでもないので自分が戦姫をやめれば関係ない」という理由から自分の領土や家来に無関心で全く内政に取り組まなかったため、ただでさえ資源に乏しかったオストローデが更に困窮し七公国中最弱公国と呼ばれるほど酷い時代を経験してきたことが彼女の苦い経験となっていることに起因している。この経験もあり戦姫になる以前から勤勉さと向上心が養われ文武の修練に励むようになっていた。戦姫に就任してからは病弱を装い続け出征命令に抵抗し国力の維持に励む。地道な内政は実を結び莫大な富となる岩塩坑も発見、5年で他の公国にも見劣りしない国力を作り上げる。
実際に謀略家でかつてのアスヴァール女王ゼフィーリアのような女王となるという野心を持ち、ブリューヌ内乱終結後に密かにガヌロン、グレアストを招き入れる。アスヴァール内乱終結後は、国は乱れていた方がなりあがりやすいという考えから王位継承権を持つユージェンとイルダーを潰し合わせるために謀略を練る。カザコフがエレンに討ち取られた後も、抜け目なく彼の傘下にいた貴族達を取り込み大きく勢力を拡大させる。以前からティグルに興味を持っておりアスヴァールへの密使とすることを進言した張本人で、利用できるか排除するかを見極めるため接触の機会を試みている。
太陽祭でティグルと初対面し、ザクスタン軍のブリューヌ侵攻時において王命で参戦、敵将クリューゲルと会談して降伏勧告をしつつ、策略に嵌め月光の騎士軍勝利に貢献する。直後、エレンがグレアストに囚われた際は王命は果たしたとの理由からリムらの協力要請を拒否し、オスデローデ軍と共に帰国の途に着くが、ティグルがエレン奪還に成功し、グレアスト軍との決戦に臨むことを知らされると、グレアスト軍を後方から牽制する。その戦の最中、密かにグレアストと接触、見逃すことを条件にルスラン王子に関する何らかの情報を得て帰国後に、幽閉されていたルスランを正気に戻し、傀儡とすることに成功する。折しもヴィクトールの死によって次代の王にルスランが指名され、いずれルスランから王座を譲り受ける計画でいるが、今後の障害となるであろうソフィーやエレンに対抗するため、フィーネやリーザと密約を結び、本性を現すと同時にソフィーの暗殺を謀る。自分からソフィーに私闘を挑む様子をルスランに目撃させ、これによりルスランから謹慎処分を言い渡される。実はこの謹慎処分こそが目的であり、監察官たちに偽のエザンディスを渡し本物のエザンディスで自由に動き回っていた。この間にムオジネルとの使者とはジスタートへの侵攻の約束、国内の反ルスラン派とは反乱の約束を結ぶなどジスタートを巻き込む巨大な戦争を起こす最終準備にはいる。
乱世の方が自身の立身出世に有利という考えをもちつつ、自分が最高権力を握っても国力が低下していては意味がないことも理解しており、策術を駆使した合法的な権力奪取の計画も同時進行させる。本来はルスランを盤石な国王に育て上げ自分の傀儡とし、時期を見て自分に玉座を譲渡させる禅譲を狙っていた。それまでは自分と協力者を含んだ二人の戦姫が国王を支え、自分に従わない残り5人の戦姫は部下として扱うという完璧な計画を描いていたがヴィクトールの死という予想外の出来事により頓挫せざるをえない状況となる。このため盤石な政治体制をもたないルスランには見切りをつけ他国の侵攻と国内での反乱により巨大な戦争を計画し、その戦乱に乗じて自身が覇権を握るというもう1つの計画を本格的に進める。
ルスランが体調を崩したのを機に、フィグネリア共々、脱走して自領に舞い戻り、政敵になり得るユージェンを「ムオジネルと結んでいる」という嘘の密告を流し幽閉に追い込み、空になったに等しい王都に、ルスランを父の仇と吹き込まれ彼の追放を求めて軍で王都に迫ろうとしたイルダーの嫡子ジュリアンを討伐したという大義名分で入り、第一王子補佐官として謹慎以前以上の権力を掌握。上洛したオスローデ軍は王都の守護者と讃えられる。
ガヌロンの暗躍を知りながらも己の野心を優先して黙認し、結果として我知らず、自分に敵対する戦姫たちの竜具が力を失い、自らの竜具のみが力を保有するという最大のアドバンテージを得る。
しかし、上記の通り彼女はそれを知らぬため、ティグルの幕営を偵察に訪れ、一人で歩いていたソフィーヤを斬り伏せた際、彼女が竜具を呼び出さず倒れたのを見て何かの罠ではないかと疑う（後にエレンたちと北の蛮族の戦いの報告を受けて、竜具の力を失ったことを確信するも、ティグルたちの元にある竜技を打ち消す力を持つデュランダルを警戒して積極的には仕掛けられなかった）。
王宮で着実に己の地盤を築いていくも、エレンたちが北の蛮族を討伐したことでジスタートの北西部から北部中央までの勢力圏を奪われ、幽閉していたユージェンがティグルたちによって脱走した挙句にミロンの短慮によって致命傷を受けるなど、予想外の出来事が積み重なり旗色が徐々に怪しくなる。
さらにユージェンが死に、事もあろうにティグルがその後を受け次代のジスタート王に名乗りを上げた際には流石の彼女も驚愕しつつ、改めてティグルを敵と認識し、明確な敵意と殺意を抱く。
ティグルら黒竜旗軍と決戦ジャンベルクの戦いにおいては自ら出陣し奮戦するエレンを討ち取らんと、圧倒的な武技と竜具の力でライトメリッツ軍を潰走させ、エレンに迫るが、ティグルに阻まれ退くが、初戦自体には勝利する。
その翌日にティグルと会談するが、話は平行線で終わり、互いに倒すべき敵であることを再認識したに過ぎなかった。しかし、その間にレギンがヴァレンティナに与していたブラート伯爵を戦線から離脱させられ、少なからず軍に衝撃を与えられてしまう。
再びジャンベルクにて黒竜旗軍と先端を開くも、デュランダルの贋作を三つ用意されたことで容易に竜具の力を振るえず戦況は一進一退しながら僅かに勝るも、そこへリムが偽装したポリーシャ軍一千が現れ、退けたことで小細工と判断したところに、ソフィーが率いる本物のポリーシャ軍三千が現れ戦局は逆転し、敗走する。
王都に戻り、ルスランを正式に戴冠させることでティグルたちの機先を制そうとするも、あろうことかミロンが血迷って、ルスランの嫡子ヴァレリーを殺めてティグルに対しルスランの助命を試みるという暴挙を起こし、ヴァレリーを助けようとした結果、ミロンの兇刃により致命傷を受け、最後はルスランに見守られ、末期にエザンディスに「王になろうとした」と野心を告白し、最後にお礼を言って死亡する。
実は彼女の軍装自体がドレスであり、薔薇の造花はこすり合わせると発火するように作られている。
魔弾の王と凍漣の雪姫
本作開始時点では先代の戦姫で、後任のミリッツァに委譲している。ミリッツァからは師として、ティナ姉様と呼ばれて慕われている。
戦姫を引退した後、とある王族と結ばれて幸せな家庭を築き、ミリッツァから十年経っても新婚気分が抜けなさそうなどと評されている。戦姫を退いた現在でも現役の戦姫たちをある程度動かせる権力を持つことが示唆され弟子のミリッツァにもムオジネルに通ずる内通者の探索を命じている。因みにソフィーとは険悪の仲でミラやエレン、リーザからも白眼視されているなど他の戦姫からの人望は皆無である。
オルガ＝タム
本作のヒロインの一人。ジスタート七戦姫の1人。年齢は14→15歳。ブレスト公国公主。薄紅色の髪と艶のない黒真珠のような瞳が特徴的な少女。
大斧「ムマ」を持ち『羅轟の月姫（バルディッシュ）』の異名を持つ。単騎での戦いを得意としている。
ティグルと出会った当初を除いては、普段は大人の振る舞いと言葉遣いをしているが、子供扱いされると不機嫌になったり、猪突猛進な性格から独断で行動して危険な目に遭いそれをティグルに咎められると拗ねてそっぽを向く、自分より長身でスタイル抜群なソフィーヤに対して嫉妬と羨望を向けるなど、年相応の子供らしい一面を持っている。
元々はジスタートの東部に位置するブレストの東端の草原に住む騎馬民族族長の孫娘。12歳の時にムマによって戦姫に選ばれブレストの地を統治することになったが、故郷とブレストの大きさの違いに自信を喪失する。置き手紙を残し、ムマと共に2年近く放浪の旅をしていたところを、偶然ティグルと同道することになりアスヴァールでティグルと共に行動していくうちに、彼に惹かれるようになる。ティグルの行動を見て「王の器量を垣間見た」と言って、内乱終結後、ティグルが行方不明になった後はサーシャとの会話の中で彼の隣に立ちたいと思い、もう一度向き合うためにブレストに戻る。
太陽祭でティグルに再会すると、他の戦姫やリム、ティッタの前でティグルの子供が欲しいと発言し、一同を驚かせティグルに説得されて4年待つことにする。
ジスタートの内乱では、彼女もエレンらに与し指揮官として優秀な器量を示す。しかし、ルヴーシュ軍の犬と橇を乗り換え続けて酷使するなどリーザから苦情を申し立てられるが、「ティグルなら笑って許す」と一蹴するなど、猪突猛進な気質はあまり変わっていない。
内乱の平定後、ティグルが自国の王となったため、念願叶って彼の恋人の一人になり、そのままエレン達と共に結婚するまでに至る。
フィグネリア＝アルシャーヴィン
ジスタート七戦姫の1人。レグニーツァ公国公主。年齢は25歳。亡くなったサーシャの後を継ぐ戦姫として操炎の双剣「バルグレン」に選ばれる。
『乱刃のフィーネ』の異名を持つ半ば引退状態の傭兵で、エレンの育ての父である『白銀の疾風』団長ヴィッサリオンとは旧い知り合いでエレンやリムとも面識がある。白銀の疾風とは利害が一致した時は共闘するなど良好な関係にあったが、後に敵同士として相見えたヴィッサリオンを討った張本人であり、それが白銀の疾風消滅の原因となる。
貧しい平民の生まれで食べていくために傭兵としての道を選び、誰の庇護も受けず自由に生きてきたという過去から、自分が認めていない相手に頭を下げるのが嫌いで、ヴィクトール王との謁見でも僅かに不快感を見せる。ヴィッサリオンを斬ったことについて仕方のないことだったと自分を納得させているが、彼女自身も割り切っているわけではなく、エレンに対しても後ろめたく思っている。
かつて一度だけ自分が国を治めるとしたらどんな国を目指すかについて考えたことがあり、ヴィッサリオンへの手向けとなるだろうという想いも後押しして正式にレグニーツァ公国公主を継ぐことを決める。その後、使者としてシレジアへ向かう途上のティグルやエレンらとの面会に応じ、自身への敵意を露わにするエレンとリムに触発される形で、ヴィッサリオンを嘲るような態度をとったことでエレンらを激昂させる。そんな態度をとってしまったことを自嘲しつつ、一人の戦士としてエレンと闘いたがっている自分がいることを認めたうえで、南方（ライトメリッツ方面）への領土拡張を条件にヴァレンティナと同盟を結ぶ。
リーザを襲撃したことで謹慎処分を受けていたが、ルスランが病に倒れたのを機に脱走しレグニーツァへと帰還、エレンらを逆賊とし、これを迎え撃つことを宣言しボロスローの野にて激突しエレンと一騎打ちを行う。熟練された技量と経験でエレンを追い詰めるが、リムの介入やヴィッサリオンの願いを思い出したことで吹っ切れたエレンの剣によって致命傷を負い敗北。最期はバルグレンに自らを火葬させて自害する。
エレンに対しては後ろめたさを感じながらも常に気にかけている。またリーザ、ヴァレンティナとの会談で大半の戦姫から好意を寄せられているティグルに興味を持つ。
ミリッツァ＝グリンカ
声 - 三森すずこ
ジスタート七戦姫の1人。オステローデ公国公主。ヴァレンティナの後任としてティグルの治政下で初めて戦姫となる。年齢は17歳。
自分以外の戦姫がすべてティグルの妻であるという現状から、ティグルとの最初の挨拶において「私は陛下に抱かれなければならないのでしょうか」と述べて、ティグルを困惑させ、ダーマードを大笑させている。
リムからは戦姫としての能力は未知数だが、統治者としては及第点と評されている。
魔弾の王と凍漣の雪姫
オステローデ公国公主。年齢は15歳。ヴァレンティナの後任。元々は薬師の出。小柄な体に黒髪の少女。
大鎌「エザンディス」を持ち、『虚影の幻姫（ツェルヴィーデ）』の異名を持つ。

### ブリューヌ王国
ファーロン＝ソレイユ＝ルイ＝ブランヴィル＝ド＝シャルル
声 - 子安武人
ブリューヌ王国国王。
大貴族の力の増大を招くも、内政・外交両面に優れた手腕を発揮して国内の平和を保ってきたが、跡継ぎのレグナスをディナントの戦いで失って以降精神を病んでしまい、積み木遊びをするなどの幼児退行に陥る。
実はガヌロンによって精神と肉体を弱らせる毒薬を盛られており、ティグルが王都凱旋した際に精神は辛うじて戻るが、すでに肉体は40代とは思えないほどやせ細っていた。そして、レギンを王女として認め、ティグルには「月光の騎士」の称号を与える。それから数日して崩御する。
ボードワンによれば、レギンからヴァセンヌの狩猟祭での顛末を聞いたファーロンはティグルに興味を抱き、一度、王宮へ出仕させようとしたが折しもウルスの死去に伴い、ティグルが家督を継いだため立ち消えになったことを明かす。
レグナス / レギン＝エステル＝ロワール＝バスティアン＝ド＝シャルル
声 - 藤井ゆきよ
本作のヒロインの一人。ファーロンのたった一人の子で、彼から溺愛され次期国王と目されていた。16歳。中性的で優しげな顔だちから、華奢な印象を与える。
実は女性で、本名はレギン。ブリューヌでは女子しか産めない王妃は蔑視される風潮があり王位継承権もないに等しく、愛する妻と娘を守るためにファーロンに男として育てられる。ガヌロンからは「無能ではないが特に秀でた所もない」と評されるが、ティグルが信頼に値する人物であるか確かめるためにワザと自分の体を拭かせるなど、大胆な一面もある。
ディナントの戦いで突如刺客に襲われ護衛とともに脱出するも、戦死と扱われた上に妨害にあって王都に入れず、アニエスの村に逃げ延びる（最初はティグルの領地のアルサスに逃れようと考えたが、その時彼はエレンの捕虜になっていたため断念している）。そこでムオジネルの侵攻に遭い、ムオジネル兵の乱妨取りに遭っていたところをティグルに救われる。ティグルに素性を明かした後は、銀の流星軍の名目上の総大将としてテナルディエ軍と戦い、内乱終結後、父王ファーロンの遺志によって王女として即位する。
従姉にあたるメリザンド叛乱事件の時には、暗殺者の襲撃を受けるがオーギュスト達によって守られたものの、デュランダルを盗まれた報告を受けると偽物を2つ用意させるなど意外な頭の回転を見せる。ザクスタン、ムオジネル軍の再侵攻に際してはティグルを総大将に任命、ムオジネルの大軍に対抗するため、西方の守備を一切放棄して国内の戦力をニースに集結させるなど大胆な策を打つ。ニース篭城戦の際には自身の命を顧みず、最前線の将兵を激励して回るなど王女として、ミラでさえ目を見張るほどの風格を見せる。
ティグルとは幼少期にヴァンセンヌの狩猟祭で一度出会っているが、その時に初めて温かい食事（毒殺防止のため必ず毒見した後の冷めた食事が出されていた）をした経験から彼を特別に想っており、内乱での恩でそれが恋心へと変わる。ティグルが3年間エレンの元へ行くと合意した際も不満を隠さなかった。
ティグルが帰国した際は今度は自分がティグルを守るとの決意を秘めており、彼が生死不明との報を聞いた際は大きくショックを受けるも彼の生存を信じてマスハスをジスタートへ派遣する。ティグルの帰還を大いに喜んでいたが、家臣や貴族達の目や自身の立場もあり、王女として毅然とした態度で帰還したティグルを労う。その後、浴場で入浴中のティグルのもとに現れ、本心を彼に伝える。そして、自分のことを王女ではなくレギンと呼んでほしいと懇願する。ニース攻防戦後、ついにティグルに告白するも一度目の“レギンとして”の告白は断られる結果になったが、二度目は“ブリューヌ王女として”告白し、ティグルからは1年、返答を保留される。そして、最終的にジスタートとブリューヌの国王に即位したティグルのブリューヌでの王妃（正妻）となる。
ピエール＝ボードワン
声 - 檜山修之
ブリューヌ王国宰相。
丸みを帯びた顔に頬からピンと横に伸びた髭をしており、猫のような顔つきをしている。政治に携わる者として現実的な物の見方をしており、奇跡などは信じない慎重な性格。当初はジスタート軍を引き入れたティグルに対して野心があるのではと警戒していたが、本人と直接対面した際にその物言いに唖然とする。テナルディエ公爵も認めるほど有能な人物で、レグナスが女性であることにも薄々気付いていた節がある。
ブリューヌ内乱では病に倒れた国王に代わり国を支えるべく激務をこなす。マスハスとは昔から親交があり、内乱終結後は共に統治者として未熟なレギンを補佐している。
ティグルが与えられた「月光の騎士」の意味と、レギンのティグルに対する想いに気付いている数少ない人物の1人で、レギンにはティグルが必要だということを理解しており、ティグルが着実に実績を積み、レギンの伴侶に相応しい地位となることを望む。しかしザクスタン、ムオジネルの相次ぐ侵攻を受け、“次代の王には何より戦に強い人物が望まれる”と考えを改め、輝かしい武勲に加え、外交面でもジスタート王や七戦姫、タラードとも旧知のティグルこそが次代の王に相応しいとマスハスに語り、レギンとの早急な縁談を画策している。ティグルがジスタートへ旅立つ前の壮行会にてティグルと話す機会を持ち、間接的にティグルがエレンを好いていることを聞かされたうえでも、月光の騎士の逸話を明かし、ブリューヌのために（形だけでも）レギンと結婚するよう要請する。
セルペット
宮廷に勤める文官の男爵。
二十代半ばの若者で、日に焼けた精悍な顔つきをしている。
王宮内では中立派の立ち位置にいたが、実際はザクスタンの流言を信じてティグルを裏切り者と決めつけ、メリザンド一派と手を組んでいた。
メリザンド一派が叛乱を起こした時は、ティグルの寝室を襲いに向かったが返り討ちに遭い捕らえられる。
本人はあくまでも暗殺は国の平和と正義のためと主張したが、ルーリックにやり方が小悪党と変わらないと一蹴される。
セレナ、クロード
レギンの護衛を勤める男女の騎士。

#### アルサス
ティッタ
声 - 上坂すみれ
本作のヒロインの1人で、ティグル付きの侍女。15→17歳。小柄で童顔、はしばみ色の瞳とツインテールにまとめた栗色の髪が特徴。ティグルの幼馴染であり妹のような存在。
元々は巫女の娘として生まれ、彼女自身も巫女となるための修行をしていたが、領主の屋敷で働いていた伯母の所に行くことを好んだのがきっかけでティグルと親しくなる。11歳の時に侍女となる意志を母に伝え反対にあうも、ティグルの口添えにより希望を叶えた。現在、ティグルの屋敷に常に勤めている侍女は彼女のみで、彼の身辺の世話を一手に担う。
ティグルに想いを寄せているが、身分の違いを意識してか侍女として尽くすに留まっている（しかし、次々とティグルの前に現れる女性には嫉妬を隠せないでいる）。敗退したテナルディエ軍が略奪目的で襲来した際にはティグルの弓を案じて屋敷に留まったが、運悪くティグルの屋敷に憂さ晴らし目的で略奪にきたザイアンに遭遇してしまう。敗戦の憂さ晴らしだけでなくティッタを凌辱することも目的に銜えたザイアンによって執拗に屋敷内を追い回され、逃げる途中でスカートを切られ胸にも剣によるかすり傷を負うが何とか逃げ続けることができ、結果的に彼女の貞操は無事守られたままティグルによって救われる（皮肉にもザイアンが嬲るようにティッタを屋敷内で追い回していたことで無駄に時間が浪費され、ティグルの到着が間に合うという幸運につながる）。
芯の強い性格で、その後にティグルが戦に身を投じていこうという状況でも、彼のそばを離れぬ決意を固め、付き従う。ティグル自身もザイアン襲来の際にティッタの身が危なかったことを反省しており常に気をかけている。
内乱終結後は、ティグルに同行する形でライトメリッツの公宮に勤務。ティグル行方不明の報を聞いた際はショックを受けたが、マスハスやリムと共にルヴーシュへ同行し、後に記憶を取り戻したティグルと再会して嬉しさのあまり号泣する。ティグルがライトメリッツに帰還した後も唯一の侍女として付き従い、ザクスタン軍侵攻の時にティグルと共にブリューヌへ帰国を果たす。
これまでに2度、何かに憑依されており2度目に憑依された後、直感で強い気配を感じ取れるようになる。
ジスタートでの内乱終結後、想い叶ってティグルの恋人の一人となり、ブリューヌ王妃レギンの侍女も務めている。
バートラン
声 - 菅生隆之
ティグルの側近。アルサスの領主がティグルの父ウルスである時からヴォルン家に仕え、従軍経験は豊富。ティグルを息子に対するような愛情を持って接している。ティグルにはティッタが相応しいと考えており、彼に近付くエレンのことをあまり良く思ってはいない。
テナルディエ軍のアルサス侵攻をティグルに知らせるべくエレンの公宮に忍び込み、ティグルやエレン率いるジスタート軍とともにアルサスへ急行、防衛を果たす。その後、ティグルが戦いに身を投じてからも、ティッタ同様ティグルに付いていき、彼のサポートを行なう。
聖窟宮にてスティードの攻撃からティグルを庇い、ティグルとウルスを想いながら息を引き取る。社交的な人物だったらしく彼の死にはルーリックらティグルと親しいライトメリッツ兵も悲しみ、遺体は故郷アルサスに埋葬される。
魔弾の王と凍漣の雪姫
長年ウルスの側仕えを務める老人。既に従軍できる年齢ではないため、参戦していない。
ウルス＝ヴォルン
声 - 小杉十郎太
故人。ティグルの父。
領主として堅実な統治を行っており、彼が教えたことはティグルの生き方の指針となっている。ティグルが偽名を名乗る際には、いつも父の名前を用いている。
ティグルによれば、ウルスはあまり弓を扱わなかったとのことである。
魔弾の王と凍漣の雪姫
本作開始時点では存命。スヴェトラーナと出会ったことが、一つの縁となる。
ディアーナ＝ヴォルン
故人。ティグルの母。
元はブリューヌ王宮に勤めていた庭師の娘。生来、体が弱く、遠出が出来なかったため、父親に付き添う形で王宮の庭園を遊び場としていた。王宮の庭園でウルスと出会い、結婚した後もあまり屋敷から出ることもなく、ティグルが9歳の時に他界している。

#### 銀の流星軍/月光の騎士軍
マスハス＝ローダント
声 - 飯島肇
ブリューヌ北部のオード地方を統治する貴族。階級は伯爵。灰色の髭を生やしたずんぐりとした体躯の初老の男性。55→57歳。ティグルの父ウルスの親友にしてティグルの恩人であり後見人と言える存在。リリアーヌという名の妻と二人の息子がいる。
年齢を重ねた貴族だけあって、貫禄ある振る舞いと豊富な知識で若いティグルを支える。若い頃は放蕩貴族であったらしく、一時期、占いにも凝っていて、その頃に得た幅広い人脈があり、他の貴族や王宮の人間等に顔が利き、宰相のボードワンとも親交がある。その人脈を頼りに、ティグルがエレンの捕虜となった際の身代金の用立てやテナルディエ軍の侵攻の折に、ティグルがジスタート軍を引き込む形になったことへの弁明書を王へ届ける役割等で奔走した。洞察力と用意周到さは後のルヴーシュでリムですら驚嘆するもので、王宮に出仕後は人脈の広さを生かしてレギン支持者を増やしており反レギン派から一目を置かれるほど。
ブリューヌ内乱終結後は、隠居するつもりであったがレギンの要請により爵位と領地を長男に譲り、ボードワンと共にレギンを補佐する。ティグル行方不明の報を聞いた後、使者としてシレジアへ向かう途中に立ち寄ったライトメリッツでエレンからウルスと名乗る青年のことを聞き、リムとティッタと共にルヴーシュへ向かう。ルヴーシュではウルス（ティグル）やリーザと共にバーバ＝ヤガーと戦い、魔力で作られた土塊の人形を前にして恐慌をきたすルヴーシュ兵をはったりで落ち着かせるなど、バーバ＝ヤガーですら唖然とする活躍を見せる。
戦後に抗議のためにシレジアでヴィクトール王と謁見してティグルの帰国を早めさせると、ザクスタン侵攻の際にテリトアールでティグルやエレン達と合流すると月光の騎士軍を結成して、南へ進軍する。ザクスタン軍との戦いでも副将としてティグルを補佐したが、凱旋途上でグレアスト軍の奇襲を受け瓦解、単身エレン救出に向かったティグルの代わりの総指揮官代理として王宮に顛末を報告する。
ムオジネル軍の再侵攻に際しては、ニース守備軍の指揮官（実際の指揮権はミラ）としてクレイシュの消耗戦に苦しめられながらも辛うじてニースを死守する。
ティグルがジスタートとブリューヌの王に即位してから三年後、ブリューヌ王宮を訪れたリムを出迎えて、引退する旨を告げる。
ガスパール＝ローダント
マスハスの次男でティグルの兄貴分的存在。ティグルからは「ガスパール兄さん」と呼ばれている。
ブリューヌ内乱時はオード領で留守番していたが、ザクスタン軍侵攻時には家督を継いだ長兄・ユルバンに代わってマスハスに同行している。幼少期からティグルと親しかったため、弓への蔑視は薄くクリューゲル軍との戦いでは敵から接収した弩を装備した部隊を編成して功を挙げている。ムオジネル軍の再侵攻の際は、ティグル率いる別働隊に名を連ねたが、偵察任務中にムオジネル軍と交戦に陥り、重傷を負った。命に別状はなかったものの戦線離脱を余儀なくされ、クレイシュ本隊との戦いには参戦出来なかった。
ニース攻防戦後、ティグルがジスタートへ戦勝の使者として赴くことが決定すると、副使として同行する。
療養中に自身を看護してくれた女性と、親密な仲になっている模様。
ユーグ＝オージェ
声 - 糸博
アルサスの南方に位置するテリトアール地方を治める貴族。爵位は子爵。青銅色の瞳を持つ小柄で痩せ気味の老人。普段は好々爺然とした笑みを浮かべる穏やかな人物だが、施政者としての厳しさも併せ持つ。ティグルの父・ウルスやマスハスとは、若い頃に三人で王都へ遊学するほど親しい仲であった。
当初は内乱に対し中立を標榜していたが、マスハスの手引きによってティグルと接触、領内の盗賊退治の恩から彼の味方につき、自身の兵や近隣の貴族たちによる軍一千を率いてアルサスでティグルたちと合流する。銀の流星軍参加後は、戦働きだけでなくマスハスと共に外交でも活躍し、内乱鎮圧の功労者の一人とる。
内乱後は息子のジェラールと共に王宮へ出仕し、戦よりも主に庶務などで活躍している。
ティグルがジスタートとブリューヌの王に即位した後、引退してジェラールと共に所領へ戻って、子供たちに読み書きを教えている。
ジェラール＝オージェ
声 - 前野智昭
ユーグの息子。癖のある褐色の髪と父同様の青銅色の瞳を持つ、二十代半ばの青年。親子で銀の流星軍に参加。
皮肉屋かつ、楽観的なものの見方をしないリアリスト的な性格で、父であるオージェが認める存在であるティグルに対してものっけからは信用せず、彼に厳しい意見をぶつけて、人となりを計っている。一方で戦い疲れから寄り添って眠ってしまったティグルとミラを見つけた際には見なかったことにしてその場を去り、他の者にも立ち入らせないようにする等、気の利く一面も見せる。
武芸に秀でるタイプではなく戦場で直接的な活躍はしないが、速さと正確さを兼ね備えた計算能力の持ち主で、補給や分配等の事務処理で大きな力を発揮する。ティグルに心酔し戦場で武芸を以って活躍するルーリックとは対照的な存在で、全く反りが合わず彼と会うと互いに罵詈雑言を飛ばしあうなど、仲が悪い。
銀の流星軍時代から物資の差配などで高い事務能力を見せており、内乱終結後は、優れた事務処理能力を買われて、王宮の書記官およびジスタートへの外交官として勤務。ブリューヌの使者として定期的にライトメリッツを訪れたり、ネメタクムに赴きメリザンドの動向を探るなどボードワンの腹心として多方面で活躍する。ニース攻防戦でも物資の調達・差配など裏方で勝利に貢献しており、戦後、ティグルがジスタートへ戦勝の使者として赴くことが決定すると、副使として同行する。
ティグルがジスタートとブリューヌの王に即位した後、王宮書記官の職を辞して父と共に所領へ戻り、引退したユーグの後を継いで子爵位を継承する。
ブルレック
ブリューヌ南部に領地を持つ貴族。爵位は伯爵。年は二十代半ばで栗色の髪の先端の巻き毛が特徴の勇猛な将。
クリューゲル軍の侵攻時にリュテス騎士団と共に迎撃に当たったが、敵の策に嵌り大敗、敗走していたところをティグル率いる月光の騎士軍と合流した。以降は月光の騎士軍として行動を共にしており、ムオジネル軍の再侵攻時も南部の地理に詳しいことからティグル率いる別働隊に組み込まれ、主要な将の一人として行軍から戦働きと活躍する。

#### テナルディエ家関係者
フェリックス＝アーロン＝テナルディエ
声 - 松本大
ネメタクムを治めるブリューヌの大貴族。爵位は公爵。42歳。幼少期より鍛錬を欠かさず行っているため、エレンと互角の剣の腕前を持つ。
国王の姪を妻としている。極端なまでに実力主義で、弱者を嫌悪する苛烈な性格をしており、唯一の例外は息子のザイアンだけであった。また、ボードワンやロランなど才能や能力のある人間に対しては率直に評価する一面もあり、領地の統治でも優秀な者を輩出した地域に対しては大幅な減税を行うなど、ただ残酷なだけでなく彼なりの理念に基づいて行動する。かつて前公爵であった父から「テナルディエを継ぐものは強くあれ」と教えられ、兄弟同士で跡目を争って殺し合ったという過去があり、それが弱者は強者に喰われるという彼の理念の原点となっている。
ガヌロンと共謀してディナントの戦場でレギンの暗殺を企て、さらに力の誇示とジスタートへの牽制のため、ザイアンにアルサスを焼き払うよう命じるが、彼の敗死という結果になり、王位を手に入れるという彼の計画は徐々に狂い始める。
当初はティグルを惰弱と侮っていたが、後に評価を改めることになる。銀の流星軍との最終決戦においては確実に勝てる策を持ちながら、復讐心から自らの手でティグルを討つことを望み、メレヴィルの野で仇であるティグルとの一騎討ちに挑む。矢一本のみで勝負に挑むティグルに突撃して行き、放たれた彼の矢を叩き落とそうとするが、直前で矢が風によって剣から軌道が逸れ、そのまま額を射抜かれて敗れる。死ぬ間際、近づいてきたティグルを前にブリューヌを想いながら息絶える。
彼の死後、かつて彼の庇護下にありレギンとの繋がりをもたない商人たちからは商売の重要性を理解していた恐ろしくも頼もしかった庇護者として回想されている。一方で軍事力や政治力を背景に賄賂政治も黙認し優しさや慈しみとは無縁の政治を行っていたため、彼と商人たちをつないでいたのは海商いによる利益と他国の介入阻止という共通の目的だけでそれ以外には何の未練もなかったと吐き捨てられている。
ザイアン＝テナルディエ
声 - 木村良平
テナルディエの一人息子。武芸に優れるが性格が伴っておらず、格下の者には尊大かつ無礼だが、咄嗟の事態には対処できないなど、司令官としての手腕は乏しい。父同様ティグルを見下していた。
父の命を受け、ディナントの戦いの敗戦による下がった士気を略奪によって鼓舞する目的もあって三千の兵に飛竜と地竜を引き連れてアルサスに侵攻する。ティグルの屋敷でティッタに遭遇した際に嬲るように彼女を屋敷内で追い回した末に性的暴行を加えようとしたが、駆け付けたティグルに手を射抜かれて負傷し、さらにエレン率いるジスタート軍の出現に気付いて慌てて撤退する。
その後、モルザイム平原で対峙するが、エレンに地竜が倒され背後から伏兵（実際は疑兵）が現れたことにより冷静な判断が出来なくなり、事態改善のため諫言する部下たちを殴りつけるなど怒りを爆発させ戦況をますます悪化させてしまう。さらにティグルに一騎討ちを挑むが、圧倒的な弓の技量を見せつけられて盾ごと腕を射抜かれて敗北。最期は部下たちを見捨て飛竜に乗って戦場からの逃亡を図ったところを、エレンの風の力を乗せたティグルの黒弓の力によって飛竜ごと射抜かれ戦死する。
メリザンド＝テナルディエ
テナルディエの妻で前王ファーロンの姪（レギンとは従姉妹の間柄）。
テナルディエ公爵が討たれた後、これに伴い彼女は僧籍に入る予定であったが、夫を討って王位についたレギンを許せず、彼女に不満を持つネメタクムの商人達を束ねて様々な陰謀を巡らせている。デュランダル盗難に呼応してレギンを玉座から引きずり下ろす画策を実行しようとするものの、レギンの策に引っ掛かり軟禁される。またザクスタン軍を引き入れる背信行為も行っており、ブリューヌを再び危機に陥れる。
その後、夫と息子を討った仇敵・ティグルが帰還したのを機に、ティグルとレギンを葬るべく叛乱を起こし、ガヌロンの横槍もあってレギンを追い詰めたが、勝利を確信した油断からレギンの時間稼ぎに乗ってしまい、駆け付けたティグルとエレン達に状況をひっくり返される。最後の足掻きとしてアルマンが破壊した偽のデュランダルの破片でレギンに襲い掛かるが、彼女が手にしていた松明の火が燃え移り全身を焼かれ、隠し通路の穴に落ちて死亡する。
レギンをまがい物と呼んで見下す傲慢な性格だが、レギンに仕掛けた謀略や叛乱では詰めの甘さが目立つなど夫に比べてあまり有能とはいえない。レギンに成り代わった後の統治についても何の理念もなく、国の内外に敵を作るような愚行をブリューヌを正しき方向に戻すためと語っており、レギンからしてみれば国を滅ぼす行為で到底容認できるものではなかったが、死の間際には夫と息子が健在だった頃のブリューヌに戻したかっただけという思いを吐露している。
スティード
声 - 浜田賢二
テナルディエの筆頭家臣である青白い顔をした騎士。33歳。
テナルディエが有能と認めた数少ない人物だが謙虚なところがあり、テナルディエにとってはそこが些か物足りないと感じている。忠誠心が高く、聖窟宮では崩落の中でもティグルを確実に葬るべく斬りかかるが、バートランが身を挺して庇ったために失敗、崩落に巻き込まれ圧死する。後にテナルディエは、銀の流星軍との最終決戦時の劣勢を前にして彼の不在を嘆いている。
アルマン
メリザンドに従う勇猛で知られる屈強な体格の子爵。
メリザンドと協力して大勢の目の前で偽のデュランダルを破壊してレギンの失態を露見しようとしたが、用意していたもう一つの偽のデュランダルによって失敗し、メリザンドとともに軟禁される。
その後、メリザンドとともに叛乱を起こしてレギンを追い詰めて行くが、駆け付けたティグルに額を射抜かれて死亡する。

#### ガヌロン家関係者
マクシミリアン＝ベンヌッサ＝ガヌロン
声 - 飛田展男
ルテティアを治めるブリューヌの大貴族。階級は公爵。姉が国王の甥と結婚しており、こちらも王家の姻族。
可愛げの欠片もないと称される程の醜悪な小人。作中でも際立って残忍な性格で、その残忍さは味方にもおよぶ。容赦しない苛烈さも含んでいるが、上述の性格やその行動のほとんどは本来の目的を覆い隠すための目隠しにするなど、周囲にはあえてそう思い込ませている。
実はブリューヌの建国王シャルルの腹心であり友人だった初代ガヌロン公本人である。魔物の生気と能力を奪い取る力を持ち、コシチェイという魔物を喰らったことで不老となり数百年の時を生き続けている。神という存在に近づきたいという願望を持ち、シャルルと出会う前までは山や森で人ならざるものとふれあう生活をしており賢者と呼ばれていた。ヴァレンティナとの会話でシャルルのことを古い友人と呼んでおり、17巻の冒頭のモノローグやガヌロン自身の過去の回想の様子などから、彼にとってシャルルは特別な存在であったことがうかがえる。また、ティグルに対して女神の力で死者を生き返らせると語ったことや英雄は一人でいいという胸中の独白もシャルルのことを指していたと思われる。
ドレカヴァクたちからは喰らった魔物の名コシチェイで呼ばれるが、本人は自分をガヌロンという人間であると主張しており、コシチェイと呼ばれることを嫌っている。喰らった魔物の力を有しているため戦闘能力は非常に高く、本人の弁では竜の頭でさえ握りつぶすことが可能らしい。魔物たちとは敵対しており、更なる力を得るため彼らを喰らう機会を伺っている。最終的にはティル＝ナ＝ファをも喰らいその力を手に入れることを目的としており、そのために魔物たちと同じく女神を降臨させようとしている。
ブリューヌの内乱ではテナルディエ公爵と勢力を2分していたが、国内に見切りをつけアルテシウムを焼き払って自身の死を偽装した上で、グレアストと共に密かにヴァレンティナの手引きでジスタート（オステローデ）に逃亡する。その後しばらくはオステローデに潜伏していたが、ティグルらとの戦闘で瀕死の状態になっていたバーバ＝ヤガーの力を自身に取り込んだのを機にブリューヌへと舞い戻る。魔物たちとも手を組み暗躍を始めるが、アルテシウムでのティグルたちとの戦いで魔物たちを裏切ってヴォジャノーイを取り込んでしまう。ブリューヌでの戦が終息すると再びジスタートへと渡り、今度はヴァレンティナと手を組んで儀式の要となるティグルを誘き寄せ、目論みどおりティグルの体に降臨させた魔のティル＝ナ＝ファを喰らうことに成功する。そして、圧倒的な力で戦姫たちを追いつめるが、最期はティグルの矢に額を射抜かれて、シャルルの幻を見ながら消滅する。
カロン＝アンクティル＝グレアスト
エヴルーを治めるガヌロン傘下の貴族で側近。階級は侯爵。
残酷な思考の持ち主で、様々な処刑方法を考案して実行し、配下の兵士達を恐怖で支配していた。しかし、本人はガヌロンにはおよばないと自覚している。
用兵においては非常に優れており、ブリューヌ内乱の際にはテナルディエ軍のスティード率いる軍を確実に追い込んでいる。
実はガヌロンがテナルディエと同じくアルサスに侵攻を目論んだ際、その侵攻する部隊を率いる司令官がグレアストであった。
ティグルが銀の流星軍を結成した際、彼と会談しガヌロンの傘下に加わるようにと要求する。その会談にてエレンと会って以来、彼女に異様な執着を見せる。彼女を捕らえた時は毎晩を彼女がいる幕舎に訪れて愛でたり、自分が口にした料理の半分を与えたりなど、精神的に追い詰めている（エレンの生殺与奪を握りエレンにとっては貞操の危機である状況にも関わらず強姦はせず愛撫だけにとどめたり、後に救出されたエレンに腕を切り落とされた際にも彼女に斬られたことに喜びを隠さないなど、エレンに対する異様な執着は他者と一線を画している）。
ブリューヌ内乱終盤にガヌロンに従いジスタートに逃亡。その後、密かに舞い戻り、反レギン派の元に身を寄せブリューヌ国内で暗躍、デュランダル強奪に成功する。その後、ザクスタンと戦って疲労し川に毒を流して弱らせた月光の騎士軍を、メリザンドの名を使って集めた兵士とならず者や傭兵などの寄せ集めで結成した一万の兵を率いて急襲しエレンを捕らえる。
その後、捕らえたエレンを愛でながらルテティアに向かっていたが、救出に来たティグルとミラにエレンを奪われた揚句、彼女に片腕を切り落とされる。その後、月光の騎士軍と対峙するが、先の戦いで怒りに燃える彼らの猛攻とティグルに手の内を理解されたことで軍は瓦解し、自身は逃走する。ヴァーノンの邸宅に匿わせてもらうが、自分に恨みを持つドニに捕らわれ、彼の父親に行った処刑方法『炎の甲冑』によって自業自得な最期を遂げる。
アニメでは会談の内容が省略されていたため登場せず、ガヌロンがジスタートに逃亡した時も登場していない。
ヴァーノン=ラスペード
ルテティア南東にある小さな領地・モントゥールを治める子爵。
粗暴な性格で領民に手を上げていたため人望が無く、彼の父は次期当主に自分ではなく弟のドニを指名したため、ガヌロンに泣き付いたことがある。その後、父を冤罪を着せて処刑し、ドニは行方を眩ませたため彼が当主となる。レギンに忠誠を誓って以降は、乱暴な面は無くなっていた。
月光の騎士軍に敗れたグレアストを匿うが、その日の夜にドニに首を斬られて殺害される。
ドニ
ヴァーノンの弟。
父が謀殺されたことに身の危険を感じて行方を眩ませていた。
その後、ヴァーノンを殺すために彼の邸宅に訪れていたが、偶然父を処刑したグレアストがいることを知ると、ヴァーノンを殺しグレアストを父と同じ処刑方法で殺して仇を討つ。その後、二人の首を月光の騎士軍に届け、父と自分の名誉を取り戻す。

#### 騎士団
ロラン
声 - 東地宏樹
『黒騎士』という異名を持つブリューヌ最強の騎士。ナヴァール騎士団団長。27歳。13歳で試練を受け騎士となり、以後一度も負けたことが無く国王より宝剣デュランダルを下賜され、17歳で騎士団長となる。彼個人の実力の高さに加え彼が率いるナヴァール騎士団の実力は他国に鳴り響いており、ブリューヌでテナルディエとガヌロンが国家中枢で権勢を誇っていた頃は彼ら3人の存在が他国に侵攻をためらわせるほどの影響力を誇っていた。性格的には実直で勤勉ではあるが融通が利かない石頭というわけではなく、ティグルやエレンと戦った際も何か事情があることを朧気ながらも察している。
オーランジュ平原における最初の戦いではエレン達を一蹴し、二度目の戦いでも戦姫2人を相手に優位に戦いを進めるが、ティグルの信念と黒弓の前に心身共に戦意喪失し降伏。その後、誤りを正すべく王都に向かうも、ガヌロンの罠に嵌り「蜂牢（フレロール）」によって謀殺される。「蜂牢」は密室に大量の毒蜂を放って襲わせる処刑方法で、常人なら悶え苦しんだ姿で死ぬところを、ロランは直立不動のまま息絶え、様子を見に来たガヌロンの手下がその光景に恐怖を感じている。テナルディエが有能と認めていた数少ない人物の一人でガヌロンに謀殺された際はテナルディエも激怒している。
表向きは叛逆者であるティグル討伐失敗による罰だが、実際にはデュランダルの担い手を抹殺することが目的だった。
オリビエ
声 - 内匠靖明
ナヴァール騎士団副団長。ロランの副官として騎士団の指揮にあたる。ロランに絶大な信頼を寄せており、彼が敗北した時はなかなか信じられなかったほど。
ロランの死後は団長代理としてナヴァール騎士団を纏めて国内最強格の騎士団としての実力を維持しており、王女として即位したレギンを支持する立場をとっている。
ムオジネル軍再侵攻に際してニースに召集され、ティグルの指揮下に入る。ティグルからは西方諸侯の纏め役としてニース守備軍に組み込まれ、若輩であることを理由にティグルへの不信感を露にする一部の西方諸侯達に対して“ロランが認めた男”とナヴァール騎士団の総意としてティグル支持を表明する。
ニース篭城戦では守備軍の主要な将の一人として奮戦し、オーギュストが遺した弩も接収して使用し、その際には飛び道具を嫌悪する兵達に対して「ブリューヌ存亡の時に面子に拘って危機を招くぐらいならばいかなる汚名も被る」と一蹴する。ニース攻防戦後、ムオジネルを撃退したティグルを称賛した上で、忠誠を捧げるに値する人物として、ティグルに王位に就くように薦める。
ティグルがジスタートとブリューヌの王に即位した後、ナヴァール騎士団団長に就任する。
オーギュスト
声 - 髙階俊嗣
カルヴァドス騎士団団長。アルサス出身で、騎士になる以前はティグルの父であるウルスに仕えていたため、ティグルとも親しい。
騎士という立場上、叛逆者となったティグルに協力することが出来ず歯がゆい思いをしていたが、ムオジネル軍侵攻の際にロランとオリビエから手紙で救援を頼まれ、オルメア会戦でペルシュ騎士団のエミールやリュテス騎士団のシャイエと共にティグルの危機を救った。その後、そのままティグルと共にテナルディエと戦う。
その後、反レギン派の動きを警戒し、レギンの護衛に就いて寝所を守る。メリザンド一派が叛乱を起こした時は、レギンを逃がすべく攻め寄せてくる兵士達を足止めし、奮闘の末に力尽きて戦死する。その後、遺体は戦神トリグラフを祀る神殿が管理する墓地に埋葬される。
エミール
声 - 石川英郎
ペルシュ騎士団副団長。
オルメア会戦でオーギュスト、シャイエらと共にティグルの危機を救い、そのまま銀の流星軍に参加する。
シャイエ
声 - 高岡瓶々
リュテス騎士団団長。
オルメア会戦でオーギュスト、エミールらと共にティグルの危機を救い、そのまま銀の流星軍に参加した。その後、ザクスタン侵攻時にはブルレック伯爵の軍と共に南方から侵攻してきたクリューゲル軍を迎え撃つも返り討ちに遭い、敗走していたところ月光の騎士軍に合流する。
コーヴァン
セヴェラック騎士団団長。
年は四十代半ばで頑固で感情的になりやすい性格だが、普段はそれが良い方に作用して騎士達からの人望も厚い将。
南部に位置するセヴェラック城砦を拠点にしており、ムオジネル軍の再侵攻に際には城砦を放棄してニースへの召集命令が出ていたが拒否して城砦で時間を稼ぐ意向を王宮に伝える。後にアヴシャール軍に包囲され、篭城を余儀なくされていたところをティグル率いる別働隊に助けられるも、ティグル達がニースの守備を放棄してきたと勘違いして激怒する。その態度がエレンの怒りを買い、逆に叱責されることとなり、自身の過ちを認め、ティグルらに謝罪する度量も持ち合わせている。その後はティグルの指揮下に入り、名誉挽回としてムオジネル軍の補給拠点のひとつであったマッシリアのムオジネル輸送船に火を放ち、陽動作戦を成功させる。

### ジスタート王国
黒竜の化身
初代ジスタート国王。およそ300年前、当時戦乱の最中にあったジスタート一帯に突如現れ、自らに忠誠を誓った7つの部族を従えてジスタート統一を果たした男。また、歴代国王の中で唯一、戦姫全員の忠誠を勝ち得た王でもある。
ヴィクトール＝アルトゥール＝ヴォルク＝エステス＝ツァー＝ジスタート
声 - 長克巳
ジスタート王国国王。60→62歳。妻である王妃はすでに他界している。戦姫を恐れており、隣国ブリューヌが内乱に突入しようとしている状態でも積極的に事を起こす姿勢を見せなかった。エレンからその小心ぶりを酷評されている。軍事に関しては消極的な姿勢が強いが、内政と謀略術には優れた手腕を発揮する。
しかし老境に入ったため、体調を崩すことも多くなっており、太陽祭にて次代の王にユージェンを指名する。しかしヴァレンティナを伴った息子・ルスラン王子が帰還を果たすと元々、寵愛を注いでいたルスランの復調を誰よりも喜び、そのあまりルスランの復調理由や経過を考慮することなく、なりふり構わずユージェンへの王位委譲を撤回、次代の王にルスランを指名し直し、ユージェンには詫びとして孫・ヴァレリーとユージェンの娘の婚約を強行するなど周囲が困惑するほどの強権ぶりを見せる。ルスランが復帰して安心したのかそれから徐々に体調を悪くしていき、シレジアに使者としてティグルが到着した翌日に崩御する。
他国の人間でありながら戦姫の信頼を得ているティグルのことは警戒している一方、その点から彼を評価もしており、太陽祭ではティグルにブリューヌの玉座に就くことを促す発言をする。同時に、自分の過去を引き合いに出してティグルがブリューヌに戻っても以前のままでは居られない立場であることを認識させたり、無欲であることの危険性を説いたりとティグルを気にかける素振りを見せている。
ルスラン
ヴィクトールの嫡男でジスタート王国王子→国王代理。年齢は38歳。
聡明で闊達な性格から父・ヴィクトールからも期待され、次期国王と目されていたが、8年前に精神を病み離宮を放火する事件を起こす。以来、療養という名目でとある神殿で幽閉生活を送る。グレアストから何らかの情報を得たヴァレンティナが用意した薬によって意識を取り戻し、ヴァレンティナと共に王宮へ帰還する。実はヴァレンティナがナターシャに育てられていた幼少時代からヴァレンティナのことを覚えており、お忍びできていたルスランの正体を見抜けていなかったヴァレンティナを本気で驚かせている。
帰還後はヴィクトールに次代の王に指名され、ヴァレンティナを側近として溌溂と政務に励むが、ユージェンが集めた官僚達を王宮から放逐し、かつての旧臣達を呼び戻すでもなく新たな官僚を登用する、どこへ行くにも常にヴァレンティナを同行させるなど不審な点が見受けられる。周囲が懐疑的な視線を送る中、使者としてシレジアを訪れたティグルと謁見し、父・ヴィクトールが逝去した際には喪主として国葬を執り行い、正式にジスタート王国国王に就任することが内定する（王位継承の儀などの時期をずらすわけにはいかないため、扱いとしては王子のままとなった）。
8年前の時点では、普通に政務を行っている中で記憶を失い、目覚めた時にはヴァレンティナ以外は誰もそばにいない状態であったため、ヴァレンティナを信用していることをティグルに告げている。ヴァレンティナに何かしらの目的があることは察しており、他の戦姫と対立していることも理解しているが、臣下としての立身出世であれば許容範囲であると黙認していた。ユージェンに対しても王位を奪い返す形になってしまったことを申し訳なく思っており、ユージェンに関してのみはヴァレンティナの助言があっても鵜呑みにせず重用し、国王に就任するはずだった者として、きちんと意見を聞いている。
記憶が混乱していることや自分の発言を忘れがちであることなどをティグルたちから危惧されていたが、政務に対する判断力は正常であったため、心を取り戻した直後であるが故の一時的なものと軽視されていた。実はヴァレンティナによって施されていた薬は心を取り戻す代わりに体力を著しく奪う薬であったため、ムオジナルの侵攻とジスタート内での反乱の最中に、再び体調を崩して倒れてしまう。8年前にルスランを襲った悪夢の再来と臣下が騒ぐ中、ヴァレンティナの密告に騙された侍従長たちがユージェンを軟禁し、王都の政務は大混乱に陥ってしまう。これに伴い、ヴァレンティナがついに本性を現し、反乱を起こすこととなる。
ヴァレンティナが本格的に野心を現した後、ついにルスランが精神を病んだ一連の経緯に関する真実が明らかになる。8年前、少々の温度差はあれど当時の全ての戦姫から慕われていたルスランは戦姫を忌み嫌う父ヴィクトールと意見が対立しており、それを利用した貴族達の反乱計画に戦姫が巻き込まれてしまう。反乱計画は事前に食い止められたものの、ルスランが7人の戦姫のうち2人とは正式に交際関係にあり、残りの戦姫もそれを肯定するという状況に業を煮やしたヴィクトールが戦姫の廃止も辞さない全面対決に臨んでしまう。戦姫の話題以外であれば良好な家族関係にある父と、信頼を越えて愛し合っている戦姫達、両陣営の板挟みとなったルスランは自ら危険な薬物を飲んで自害することで、全ての責任をとろうとしていたというのが真相であった。これについてはルスラン自身も覚えておらず、王家の恥ということで真相を知る者もナターシャをはじめとして、わずかしかいない。
ヴァレンティナがティグルと全面衝突する直前、わずかに正気を取り戻す。ミロンがヴァレリーを忌み嫌っていることに気づき、かつてナターシャに育てられた経験をもつヴァレンティナなら子育てを任せられるとして、ヴァレリーを託す。この頃からもはや命が長くないと理解していたらしく、ヴァレンティナがミロンの凶刃に斃れた後、ティグルに王位を譲れるよう様々な準備を終えている。
最期の時を迎える際、使者を出してティグルを呼び寄せ、最後の会話を行う。それまで自分を理解しようとしてくれていたティグルに感謝し、自分が王位を継いだかもしれない未来においては政治的に堂々とエレンとティグルが交際して結婚できる最良の道筋を準備していたことを告げる。それは、ルスランであれば容易に実現できた、エレンと結婚する方法を教えられたティグルを驚愕させる。そして、ヴァレリーのことをティグルに託した後、自分が原因で引き起こしてしまった動乱の責任を取り、自ら火を放って自害する。
自害した後、ティグル達の回想で語られる存在となるが責任から逃げず己の役割と向き合った姿は高く評価されており、ヴァレリーへの愛情へとつながっている。
ヴァレリー
ジスタート王国王子。年齢は10歳。ルスランの嫡男でヴィクトールの孫にあたる少年で、ヴィクトールの提案によりユージェンの娘との婚約が決まるがルスラン復帰に伴い、立場が二転三転していくことになる。
2歳で父であるルスランが精神を病み、祖父であるヴィクトールからは同じように精神を病まないように過保護なまでに軟禁され、侍従長であるミロンからはルスランが精神を病んだ原因として忌み嫌われるなど、壮絶な幼少時代を歩んでいる。10歳にして父が復権し祖父を失うなど転機が訪れるが、再びルスランが倒れミロンとヴァレンティナが実権を握ったことで居場所を失ってしまう。
ヴァレンティナが本格的に野心を現した後、わずかとはいえ意識を取り戻したルスランの命令によってヴァレンティナの庇護下に置かれることになる。他人からないがしろにされる幼少時代を自分と重ね合わせた彼女によって読書という楽しみを教えてもらい、次第にヴァレンティナには心を開きつつあったがミロンの暴走により彼女も失ってしまう。その後はルスランが全ての責任をとる形で自害、ルスランからヴァレリーを託されたティグルの庇護下に入り、ナターシャの下で育てられることになる。
二つの王国の王となったティグルの下でも、次世代のジスタード国王として厚遇されている。ティグルとしては正式な養子にして、名実共に家族になろうと考えている。
ミロン
ジスタート王宮の侍従長。
ヴィクトールやルスランへの忠誠心は強いが、ヴァレリーに対しては8年前にルスランが心を病んだ原因と決め付けて嫌っている。
ユージェンがムオジネルと内通しているという疑惑を鵜呑みにして投獄し、ユージェンに代わって統治者代行として政務を行うが、彼のやり方に反発を示す者も多い。ティナからは侍従長としては有能だが、己の立場を超えたことに手を出すと失敗すると評されている。
ティナが黒竜旗軍に敗れるとヴァレリーの命を差し出すことでルスランを守ろうとするが、ティナに詰め寄られ半ば錯乱した状態でティナをナイフで刺し、城壁から転落して死亡する。その最期の姿にティナはルスランを王位につけようというヴィクトール王の妄執が乗り移ったのではと想像している。
ナターシャ
ヴィクトールの妹。二回結婚し二回とも夫と死別という壮絶な過去をもつ。ルスランからは非常に慕われている。ルスランが精神を病んだ一連の経緯の真実を知る数少ない存在。
二回も愛する夫を失い子供も生まれていなかったことで静かな生活を望むようになり、現在では王都を離れ地方で暮らしている。国王の妹ということで全土から陳情者が訪れるため日々様々な人に出会っている。政治的な判断に優れており人の本質を見抜くのに長けているため、大半の陳情者は権力のおこぼれに与ろうとしている者として話を聞くだけにしているが、本当に困っている人が陳情にきた場合にはしっかり支援するなど心優しい一面ももっている。
子供がいないことを心配したヴィクトールにより身元がしっかりしているヴァレンティナを預かっていたこともあり、ヴァレンティナにとっては子供時代の頃から母親のような存在に当たる。ルスランが頻繁にお忍びで遊びにきていたこともあり、二人の存在が心の支えとなっていた。
ヴァレンティナが本格的に野心を現してティグルとの決戦に臨む際、それまでとは違い悲壮な決意を固めたヴァレンティナの様子に気付き、遠回しながらも彼女に幸せな人生を歩めるよう諫言するなど安否を気遣っていた。ルスランが精神を病んだ一連の経緯の真実についてもヴァレンティナに全てを語り、結果的には最後となってしまった彼女との会話を終える。
ヴァレンティナやルスラン亡き後、ヴァレリーを正式に引き取る。高齢なため役にたつか分からないとティグルに言いつつも、しっかり育てている。

#### ライトメリッツ公国
リムアリーシャ
声 - 井口裕香
本作ヒロインの1人。エレンの筆頭家臣。19→20歳。長い金髪をサイドテールにまとめている長身巨乳の女性。愛称はリム。
厳格かつ生真面目な性格で、人を愛称で呼ばない。その一方で、可愛い熊のぬいぐるみを集めるのが趣味。手に入れたぬいぐるみには、一つ一つ名前をつけてやるほどの溺愛ぶりを見せる。エレンとは、戦姫以前に幼少の頃からの付き合いであることが示唆されている。また、男っ気のないことを密かにエレンに気にされている。
当初はエレンがティグルを捕虜としたこと自体が気に入らず、彼に厳しい目を向けていたが彼と過ごすうちに考えを改めていき、その過程で彼に惹かれていくようになる。文官としても優秀で、エレンの政務を補佐するかたわら、ティグルの教師として内政や軍略、ジスタートの歴史を教えることもある。指揮官としてもオーランジュ平原でマスハスの献策どおりにナヴァール騎士団を破って、若いのに兵の使い方が上手いと賞賛され、メルヴィルの戦いでもテナルデイエ軍の「四槍の陣」のパターンを見破り、『銀の流星軍』の勝利に貢献するなど優秀である。
ティグル行方不明の報を聞いた時はエレンらの前では気丈に振舞っていたが、ユージェンの前では堪えきれず泣き出してしまった。しかしエレンからウルスという青年の調査を命じられるとマスハスとティッタと共にルヴーシュへ赴き、リーザ捜索にも協力したのちにティグルが記憶を取り戻して安堵する。グレアスト軍との戦いでエレンがグレアストに囚われた際は、動揺から情緒不安定に陥ったが、ティグルがエレン救出に成功すると人目も憚らず涙を流して再会を喜ぶ。ニース篭城戦では一時的にミラの補佐を務め、クレイシュの消耗戦に苦しめられながらも辛うじてニースを死守する。
使者としてシレジアへ向かうティグルに同行する形でジスタートへ帰国するが、その途上でヴィッサリオンの仇であるフィーネと再会する。怒りを堪えつつ副官としてエレンを諫めるが、いずれエレンとフィーネが激突する未来を確信し、身を挺してもエレンに勝機を見出させる悲壮な覚悟を決める。
ティグルとエレンの両人に近しい間柄だが、色恋沙汰に疎いせいかミラやルーリックのように二人が結ばれたことまでには考えが至っていない。しかし二人が以前よりも強い信頼関係に結ばれていることには気づいており、エレンに何があったのか問いかけている。ニース攻防戦後にエレンから事情を聞き、エレンを愛妾として扱うティグルに若干の不満を抱くも、同時に自分もティグルに惹かれていることを自覚する。
戦後は宮廷顧問官となり、ジスタート王となったティグルの相談役として政務を手伝っている。王宮に勤めるようになって1ヶ月が経つ頃には、ティグルと男女の仲になる。3年後、正式にバルグレンによって選ばれ、レグニーツァの戦姫となる機会を得るが、戦姫になればティグルの傍にいて補佐することが出来ないとして、固辞している。
ルーリック
声 - 興津和幸
エレン直属の腹心。秀麗な顔立ちの優男で年齢は21歳。剣も使えるが、本来はライトメリッツ一の弓の名手で270アルシンまで矢を飛ばした記録を持っていたが、以降も弓の鍛錬も欠かしていないようでムオジネル軍の再侵攻時には280アルシン先の敵将に的中させている。
ティグルがエレンの捕虜となり、弓の技量を披露することになった際、彼を貶めようと粗悪な弓を渡すが、逆に圧倒的な技量の差を見せ付けられる。その弓技に感服したことと、ティグルを貶めようとした罪で死刑寸前の所を助命されたことで、以降は彼に完全に心酔するようになる。また、それまでは肩まで伸ばしていた艶のある黒髪を、この件のけじめとして喜んで剃り落とし、以降は見事なまでの禿頭がトレードマークとなる。自身とは異なる役割で同じくティグルの副官であるジェラールとは、ティグルへの接し方の違いが元で犬猿の仲（心底いがみあってるという訳ではなく喧嘩友達のような関係）。
ティグルがライトメリッツを出て戦いに身を投じてからは副官として護衛や軍議への参加、兵の統率などを行なっており、ビドコーシュ公爵軍との戦いでは留守役のリムに代わってエレンの副官を務めており事実上のライトメリッツ軍の三番手の地位に就いている。
ライトメリッツで浮名を流していたこともあり、ティグルとエレンが結ばれたことに気づいたが、二人を思い気づいていないふりをしている。
アラム
海狸を思わせる愛嬌ある顔が特徴のライトメリッツ軍斥候部隊の兵士。
ライトメリッツ軍の中ではティグルがルーリックに次いで親しい兵士で、アスヴァールから帰国する際にはお土産を用意していたほどだがティグル行方不明の報を聞くと彼も寝込んでしまった。ティグルのライトメリッツ帰還から前後して百騎長に昇進している。
新たに戦姫となったフィグネリアが率いるレグニーツァ軍との戦いで戦死する。
ルーニエ
エレンが飼っている幼竜。ソフィーのお気に入りだが、初対面の時にいきなり抱きつかれた経緯から、本人はソフィーが来ると一目散に逃げ出すなど苦手にしている。
主人であるエレンを除いては、ティッタに懐いている。ティグルには特に懐いているわけではないが、彼が狩りに行く際にはいつの間にか付いていっており、獲物のお零れに与るなど、ちゃっかりしている。

#### オルミュッツ公国
スヴェトラーナ＝ルリエ
元ジスタート七戦姫の1人。オルミュッツ公国前公主。リュドミラの母親。本作時点では故人。
魔弾の王と凍漣の雪姫
本作開始時点では存命。ウルスと出会ったことが一つの縁となる。先代戦姫としてミラ以上に厳格で手厳しい面もあるが、基本的には大らかでフランクな女性。ついで乱闘好きで娘とエレンの喧嘩も仲裁するどころか煽るなど破天荒。
かつて母ヴィクトーリアの遺体を乗っ取った魔物ズメイとの戦闘で左腕に後遺症を負い、戦姫を引退した。現在は戦姫の補佐としてミラを支えている。
魔弾の王と凍漣の雪姫
ガルイーニン
先々代の戦姫から仕えている初老の騎士でミラの副官を務める。ティグルのオルミュッツでの世話役でもあり彼とミラとの仲を応援している。柔和な好々爺という風情ながら優れた騎士で軍の指揮から細々とした雑事に至るまでミラを支えており、ミラからの深い信頼を寄せられている。

#### レグニーツァ公国
マトヴェイ
リプナの町の船乗りで商船『誇り高き白イルカ（ゴルディベルーガ）号』の船長。『白イルカ（ベルーガ）のマトヴェイ』と呼ばれている。年齢は30代半ばで、他の水夫たちと比べても一回り大きな体格をしている。強面であるため笑顔が逆に凶悪に見え、立ち寄った村で村人に警戒されたときは、オルガにマトヴェイの顔に驚いたのではと冗談を言われることもあったが実際は義理固い好漢。トレードマークの白イルカが描かれた上着を着ているが、ティグルによるとまるで似合っていないらしい。
サーシャの頼みでアスヴァールへ向かうティグルに同行し、戦闘だけでなくアスヴァール語に不慣れなティグルの通訳としての役割もこなす。ティグルやオルガと共にアスヴァール内乱を戦い抜くが帰国途上の戦闘にてティグルが行方不明になると捜索に奔走する。直後にトルバランが来襲すると一刻も早いティグル捜索を再開するためにサーシャ率いる海軍に志願して、トルバラン率いる海賊達と激戦を繰り広げる。そのティグルとはルヴーシュからの帰還途中に再会を果たしており、その後はリプナの町長であるドミトリーの補佐官という立場に出世している。

#### ルヴーシュ公国
ナウム
リーザの筆頭家臣で先代戦姫から仕えるベテラン騎士。ルヴーシュ公宮では唯一記憶喪失のウルス（ティグル）の実力を認めている人物だが、同時に彼に拘るあまりリーザが公宮から顰蹙を買うのではと懸念を抱いている。しかしその能力の高さとリーザの理解者としてウルスが必要だと認め、ウルスがナウム直属の騎士見習いとなるとルヴーシュ公宮での頼れる上司となる。
ラザール
リーザの筆頭家臣で先代戦姫から仕える老文官。当初は素性の知れぬウルスに懐疑的で、重用するリーザにも苦言を呈していたが課題として出した村の調停をウルスが見事に解決して見せたことで考えを改める。以後はナウムと共にウルスを擁護する立場に回り、ルヴーシュ公宮でのウルスの親しい人間の一人となる。

#### その他
ユージェン＝シェヴァーリン
ジスタート南部のパルドゥの地を治める貴族。爵位は伯爵。44→45歳。かつてはヴィクトールの側近を務めており、気に入られて王の姪と結婚。妻が持っていた王位継承権が彼に移っており、第8位の王位継承権を持つ。温和な性格で、戦姫になったばかりのエレンとリムに礼儀作法を教えた恩人でもある。過去にはブリューヌとの外交を担当しており、アルサス領主であったウルスとも面識があった。文官として優秀である反面、戦は苦手。
ヴィクトール王に次代の王に指名されたことに戸惑いながらもイルダーの心情にも気を使い、ヴァレンティナの勧めでイルダーに火酒を送るがそれが原因で毒殺騒ぎが起き、修復不可能なまでに関係が悪化してしまう。その後の太陽祭にてヴィクトールより正式に次代の王に指名され、次期国王として政務を担っていたが、ルスラン王子が唐突な復帰を果たすと、ルスランを溺愛するヴィクトールから王位委譲の撤回を告げられるが、ユージェン本人は自分には王位は荷が重かったとして内心は安堵する。しかしその後もヴィクトールから孫にあたるヴァレリー王子と自身の娘の婚約を迫られるなど、かつてのヴィクトールからは考えられない性急な行動に困惑する中、相談相手でもあったイルダーの急死にショックを受ける。イルダーの死によって自身がルスランを支えなければならず、心労から精彩を失ってしまっている。
ルスランがヴァレンティナの傀儡人事を行ってしまっていることには心を痛めているが、ユージェン個人に対してはヴァレンティナの助言に従わず重用してくれるルスランの期待を裏切ることはできず王都に残って政務に励む続ける日々を送ることになる。実はルスランがヴァレンティナによって施されていた薬は心を取り戻す代わりに体力を著しく奪う薬であったため、ムオジネルの侵攻とジスタート内での反乱の最中にルスランが再び体調を崩して倒れてしまうという事態が発生してしまう。8年前にルスランを襲った悪夢の再来と臣下が騒ぐ中、ヴァレンティナの密告に騙された侍従長たちがユージェンを軟禁し、王都の政務は大混乱に陥ってしまう。これに伴いヴァレンティナがついに本性を現し、反乱を起こすこととなる。その後、ティグルたちによって牢獄から救出されるが、その場に現れたミロンに短剣で刺されてしまい、重傷を負いながらも王都を脱出する。脱出後に医者の治療を受けるが、十日ももたないだろうと診断され、パルドゥの町ザブルジェに辿り着いたところで最早移動もできないほどに傷が悪化してしまう。そして、ティグルがガスパールに本拠地リトミシュルにいるユージェンの妻子をここへ連れて来るように頼んだ後、ティグルから一連の事情を聴いた。そして、妻マリーナと娘アリサとエレンとリムが駆けつけると、一同にティグルを次代のジスタート王に推挙することを告げて、ティグルがそれを承諾すると彼に妻子とパルドゥの地と民たちを頼むと告げて、翌朝にマリーナとアリサに看取られて息を引き取る。
アリサ
ユージェンとヴィクトール王の姪であるマリーナの娘で、13歳。エレンを慕っており、彼女を見習って剣の練習をしている。
ヴィクトール王が亡くなる前に、ルスランの息子であるヴァレリーとの婚約話が勧められる。そして、ジスタートでの内乱終結後にジスタート王に即位したティグルは、ヴァレリーとアリサのどちらか又は両方を自分の養子にして、どちらかを次世代のジスタート王に即位させたいと考えていることを戦姫たちに語っている。
イルダー＝クルーティス
ジスタート北部のビドゴーシュの地を治める貴族。爵位は公爵。34→35歳。ヴィクトール王の甥（王弟の息子）にあたり、第7位の王位継承権を持つ。
ジスタート北部で彼にかなう者はいないと言われるほど武勇に優れており、エリザヴェータに請われて剣術の手ほどきをしたこともあり、その縁もあって良好な関係を築いている。
ユージェンは年上の義弟（イルダーの妹婿）であり、交流がなく疎遠だったこともあって特に悪い感情は抱いていなかったが、国王の指名によってユージェンが次代のジスタート王に選ばれたことが彼との関係に影を落とすことになる。自分ではなく下位のユージェンが選ばれたことについて悩み、ヴァレンティナの言葉で一度はユージェンとの関係を前向きに考える。直後にユージェンから送られてきた火酒を飲んだ使用人が毒殺されたことに激怒。ユージェンを討つためにパルドゥに侵攻するもエレンとリーザによって阻止され、逃亡を図るもウルス（ティグル）の矢によって馬を射倒されて降参、おとなしく王都シレジアへ出頭した。ユージェンへの蟠りは捨て切れていないが、ティグルとは太陽祭にて再会した際に弓の腕前を絶賛するなど遺恨は抱いておらず、ティグルですら好感を抱く程の器の大きさを見せる。
その後、ルスラン王子の復帰に伴い、ユージェンへの王位委譲の撤回、ルスランを後継者としたヴィクトールの方針に困惑しつつ、ユージェンと対応を協議する。その時にはユージェンへの蟠りはなくなっており、王位を軽々しく扱うヴィクトールへの不信感、唐突に復帰したルスランへの不審を露わにする。不敬を承知でヴィクトールにその考えを伝えるも、数日後に階段から転落死する。優れた武人であったイルダーが階段から転落死するとは考えにくく、リーザを含めた近しい者たちは謀殺の可能性を強く疑っている。
なおイルダーを王に指名しなかった理由について、ヴィクトールはブリューヌとの友好を重視していることやイルダーは優れた武人であるが故に武断的な思考に偏りがちだった点を挙げている。
オルゲルト＝カザコフ
ルヴーシュに隣接するポルスの地を治める貴族。爵位は伯爵。35歳。「血塗れのカザコフ」という異名を持つ。
ジスタート北部ではイルダーに次ぐ勢力を持ち、領主としても戦士としても指揮官としても有能で兵や民からの信望もあるが、名誉欲が強くそのためには危険な橋を渡ることも厭わない。同年代のイルダーを意識しており、自身もイルダーを賞賛しているものの、領土の広さ、爵位、武勲のあらゆる面で劣っていることを苦々しく思っている。また「異彩虹瞳」に強い嫌悪感を持っておりエリザヴェータを嫌っている。エリザヴェータの方からも嫌われており、うぬぼれ屋の見栄っ張りと評されている。エリザヴェータの父ロジオンとは友人だった。
マイヤー＝チューリナという偽名を使ったガヌロンに唆され、ティグルを救出するという名目でルヴーシュに攻め込むがエレンに討ち取られる。その後、私戦であったことから王宮や周辺勢力からの信用を著しく損ない、カザコフ伯爵家は没落する。
ヴィッサリオン
故人。かつてエレンとリムが所属していた傭兵団「白銀の疾風（シルヴヴァイン）」の団長。赤子だったエレンを拾い育てた人物。
誰もが笑って暮らせる国を作るという傭兵らしかぬ壮大な夢を抱いており、ただの夢としてではなく実現させるという強い意思を持っていた。団長としても戦士としても優れた能力の持ち主で傭兵団の者たちからの信頼も厚かったが、その夢についてだけは誰も本気にしておらず、信じているのはエレンだけだった。
フィグネリアとは負け戦の最中に知り合い、その後も何度か顔を合わせる中で親しくなるが、ある戦場で敵対することになってしまい、彼女との一騎討ちに敗れ、夢半ばで死亡する。彼の死とともに「白銀の疾風（シルヴヴァイン）」も自然消滅するが、彼の夢はエレンに受け継がれ、フィグネリアにも影響を与えることとなる。

### ムオジネル王国
ムオジネル国王
クレイシュの兄でムオジネルの現国王。兄弟仲は良好で、クレイシュに全幅の信頼を寄せブリューヌ再侵攻時には十五万もの大軍を預けるほどだったが、クレイシュのブリューヌ遠征中に若い頃に患った病が再発し、急死する。享年45歳。
四人の子供がいるが、長子でさえまだ12歳のため、死後、後見人や貴族達の間で後継者争いの兆しが起こりつつある。
クレイシュ＝シャヒーン＝バラミール
声 - 岩崎征実
ムオジネル国王の弟。『赤髭（バルバロス）』の異名を持つ。37→39歳。
かつてザクスタンの一千隻の船団を二百隻で打ち破るほどの指揮官として相応の実力を持ち、軽口をたたくなど寛容な人柄ゆえに兵からは慕われている。敵対国でも抵抗する地域には徹底的に殲滅する熾烈さを持つ一方、降伏した地域には最低限の要求以外は一切手を出さない寛大さを持つ。しかし、保身で裏切って来た者達には戦奴にして最前線で戦わせるなど容赦ない処遇をする。
ロランの謀殺を知り、ブリューヌ南部を占領すべくその実力をもって先遣隊含め五万の兵を率いて侵攻する。オルメア会戦で『銀の流星軍』を追い詰めるも、次々と救援が現れる敵に対し長期戦の不利を悟り後退。当初の兵力の三割を失い、さらに別働隊（水軍）がテナルディエに敗北したと知り、目的の遂行が困難となり即撤退を決断。その際ティグルを英雄と称賛することで敗戦の傷を小さくするなど、非常に強か。
敵であるティグルを高く評価すると同時に危険視しており、後に行方不明の報を聞くとジスタート側の工作を疑い腹心のダーマードを派遣するほど。ティグルの安否を探りつつ温暖で肥沃なブリューヌへの再侵攻の機会を虎視眈眈と狙っており、ザクスタンがブリューヌに侵攻した際、呼応するようにオルミュッツ公国付近に陽動で兵を動かして釘付けにし、ブリューヌへ方向転換して前回の三倍の十五万の大軍勢で侵攻する。早々にラメール、アグド、マッシリアの三つの港町を制圧し、万全の補給線を築いた上で王都ニースを包囲する。四十五日以内の陥落を目途に、ティグルが乾坤一擲の奇襲を仕掛けてくることを承知の上でニース守備軍に様々な策を巡らせて消耗戦を仕掛ける。四十日近くの攻防戦を繰り広げてニースを陥落寸前まで追い詰めるも地の利を生かしてクレイシュの警戒網を潜り抜けたティグル率いる月光の騎士軍の別働隊の接近を許し、ティグルの限界を超えた400アルシンの射撃を胸に受ける。一命は取り留めたが丸一日昏睡状態に陥って指揮が執れなかったためニースを陥落できず、さらに国許の国王の急逝という訃報を受け、事態は一変する。未だニースとティグルが健在のことやニース陥落後の統治など不安材料が多すぎることから勝利を目前にして断腸の思いで撤退を決断、最後に兵士達の俸給のために制圧した三つの港町で徹底的に略奪を行って帰国する。
ジスタートでの内乱終結後、ジスタート王に即位したティグルの戴冠式に参席する。そして、三年後にはムオジネル王に即位している。
アイシェ
魔弾の王と凍漣の雪姫
ムオジネルの王族。先代のムオジネル国王が神殿の巫女との間にもうけた娘の娘で、クレイシュにとっては姪にあたる。13才。
ハーキム
先王の第二王女の後見人であったが、先王が亡くなった後で帰国したクレイシュが勢力を大きくしていることに危機感を覚えて、武功を挙げて発言力を強くする為に一軍を率いてジスタートに侵攻するが、ミラとリーザの軍に敗れて敗走する。その後の消息は不明。
魔弾の王と凍漣の雪姫
ムオジネルの王族。クレイシュにアジ・ダハーカを紹介し、登用を薦める。
ダーマード
クレイシュの側近。19歳。貧農の四男として生まれ、一攫千金を夢見て兵士となる。2年前にクレイシュに抜擢され、今に至る。
長身でムオジネル人特有の褐色の肌と黒髪をしており、鼻と顎が細い。ぶっきらぼうで遠慮が無く率直な物言いをするが、ティグルからはそういったところが逆に好ましく思われている。戦士として確かな力量の持ち主で、夜盗程度なら複数人が相手でも一蹴してしまう、薬物を使って身体能力を底上げしていたとはいえ、エレンに膂力ならロラン以上とまで言わしめている。
クレイシュの命により行方不明となったティグルの生死の確認と生存時の暗殺を目的としてジスタートへと潜入するが、ウルスと名乗っていた記憶喪失のティグルをそうとは知らずに助けたことで、ティグルと出会う。ウルスをティグルと確信が持てないまま行動を共にするうちに気を許すようになり、一時は故国への勧誘も考えるが、マスハスたちとの遭遇によりウルスがティグルであると確信を得て、ムオジネルに帰還する。ティグルに対しては敵でありながら奇妙な友情のようなものを感じており、ブリューヌ再侵攻の時点でも自分がその感情を捨て切れていないことに戸惑っている。
ニース攻囲戦でティグルの別働隊と戦い、エレンを苦戦に追い込むほど奮戦するが武器の差で敗れ、捕虜となってティグルと再会する。事情を聞いたエレンから捕虜の権利を譲り受けたティグルが面倒を見ることになるが、ティグルがジスタートへ使者として向かうことが決まると、面倒を見る者がいなくなることやクレイシュの側近であるダーマードにブリューヌ・ジスタートの蜜月ぶりをアピールする目的から解放を条件に使節団に同行するよう提案を受け、それに応じる。
ジスタートでの内乱終結後、ジスタート王に即位したティグルの護衛としてジスタート王宮に滞在しており、三年後には屋敷を購入している。
魔弾の王と凍漣の雪姫
クレイシュから、アイシェの側仕えを任されている。
カシム
声 - 川原慶久
ムオジネル王国将軍。30歳。元奴隷出身だが才覚を認められ、武勲を重ねて若くして将軍となる。
ブリューヌの内乱に乗じ、本隊の露払いを目的に先遣隊として二万の兵でブリューヌに侵攻し、アニエス地方の村や町を襲って略奪し、捕らえた民を奴隷として連れまわす。
銀の流星軍と交戦するが、ティグルの策略に翻弄されて苛立ち、捕らえた民を見せしめに処刑して誘き出そうとするが、最期は300アルシン以上離れた距離からティグルに矢を射られて射殺される。
エクレム
ムオジネル王国将軍。26歳。小柄で童顔なことが悩みの種。元は平民で王宮の警備隊長の従者を勤めており、整理整頓がしっかりしているという点からクレイシュに見出され、そのまま将に抜擢された経歴を持つ。
エクレム本人は細々とした地味な作業が好きで、順序というものを何よりも大切にしている。ニース攻囲戦では壕の埋め立てや夜間の睡眠妨害などをクレイシュの策を忠実に実行し、最もニース守備軍を苦しめた。また、軍規にも厳格で疫病の危険性から定められた場所で排泄をしなかった兵達を鞭打ち刑に処している。
ヤルガシュ
ムオジネル王国将軍。33歳。派手な衣装に身を包み、黄金の指輪や黄金の短剣を持つ豪奢な人物でエクレム曰く「品のない俗物」。欲しいものは「金と女」と答えるなど欲望に忠実な人物で、配下の兵達には金貨を見せびらかし、恩賞とすることで高い士気を維持している。ニース攻囲戦ではエクレムと共に激戦区の南城壁を攻撃していたが、ティグル率いる月光の騎士軍の別働隊がクレイシュ本隊に対して乾坤一擲の突撃を仕掛けると、それを阻止しようとするもブルレック隊の攻撃を受け、突破を許すこととなる。
ムラト
ムオジネル王国将軍。口が少なく、感情を表に出すことが滅多にない冷静沈着な将でブリューヌ再侵攻時には一万の軍勢を率いてゲルゴヴィア城砦を包囲していたが、アヴシャール戦死の報を聞くとそれを逆手にとり、動揺して撤退すると見せかけて追撃に出てきたゲルゴヴィア騎士団を罠にかけ、殲滅する。それからはゲルゴヴィア城砦に駐留してティグル率いる月光の騎士軍の別働隊のニースへの進路を塞ぐ形となっていたが、コーヴァンの策によりマッシリアの輸送船が攻撃を受けるとアグドでの補給線の再構築のためアグドへ進軍、ティグルの策通り、別働隊のニースへの急行を許すこととなる。
アヴシャール
ムオジネル王国将軍。25歳。成り上がり貴族の次男で一兵卒から戦歴を積んだ叩き上げでクレイシュの卓越した指揮能力に心酔して、クレイシュの配下に納まりブリューヌ再侵攻時に将軍に抜擢される。
一万の軍勢を率いてセヴェラック城砦を包囲する任を与えられていたが、ニース攻囲戦に参加出来ないことに不満を露にする。そこにティグル率いる月光の騎士軍の別働隊が現れると城砦の士気を挫くため、決戦を選択するも意図的に兵数を少なくしていたティグルの策に掛かったうえ、城砦から打って出たセヴェラック騎士団にも挟撃される形となり、最期はエレンに討ち取られる。

### アスヴァール王国
始祖アルトリウス
故人。初代アスヴァール国王。神託を受け付き従う12人の円卓の騎士と共に乱を治め、アスヴァール島を統一したとされるアスヴァール王国の英雄。
魔弾の王と聖泉の双紋剣
愛妻ギネヴィアを殺したトルバランをはじめとした魔物を滅ぼすために、悪しき精霊（アンシーリーコート）マーリンとの契約で生前に飲んだ聖杯の力で円卓の騎士とともに現世へ甦り、竜を従えてアスヴァールを征圧。魔物を刈り取るため弓の王やガラハッドとボールスを大陸へと派遣する。なお右腕がなく隻腕ながらサーシャをして彼女よりもはるかな高みにあると称され、三人の円卓の騎士を無傷で制圧できる圧倒的な武技と権能、万人を従える王の覇気と器量を持つ最強の王。
精霊の血を引き、無数のありうる状態からもっとも安定に近い可能性を引き寄せることであらゆる攻撃をすりぬけさせる権能を持ち、これを打ち破るには、ランスロットの神器である銀剣を除けば、そのあらゆる可能性を殺し尽くさねばならない。マーリンからは精霊の血を引くアスヴァール王室の血――殊に精霊の血が特に濃い者を追い詰め殺すという契約で甦っており、それが故にギネヴィアを除く王家を尽く皆殺しにした。つまり上記の政権奪取も契約上やむを得ない事項に過ぎず、彼自身は後の世のヒトに未来を託す気であった。ただし、上記のように右腕をあえて切り離すことでマーリンの契約を薄めるという荒業を行っており多少の抵抗が可能。またリムの双紋剣のかつての遣い手でもあった。
ゼフィーリア
故人。アスヴァール女王。かつて国家存亡の危機にあったアスヴァールを救い、アルトリウスの悲願であった大陸の領土化を叶えた人物。大陸初の女王でもあった。武勇に優れ生涯独身を貫いたとされている。
ジャーメイン
アスヴァール王国第一王子。27歳。
傲慢で猜疑心が強い性格をしており、先王ザカリアスの遺言により王位を継承するはずだったが、戴冠式の前に自分の弟妹たちに謀反の疑いを着せて処刑する。しかしその際エリオットとギネヴィアを取り逃がしてしまい、さらに貴族諸侯からも反発を招き内乱の原因を作ってしまう。
ティグルたちが使者として訪れた頃には軍として末期的な状態となっており、それを挽回するためにティグルたちを捕らえてムオジネルから支援を得るための取り引きに使おうとしたが、館の警備が手薄になったところにタラードに叛乱を起こされ殺害される。
エリオット＝ブルーム＝ゴドウィン＝ナサニエル＝ガラハッド＝アスヴァール
アスヴァール王国第二王子。
兄同様に猜疑心が強いながらも時に大胆な行動を見せることもあり、ザカリアス王の死後、ジャーメインに謀殺されそうになるがその手を逃れ、ジャーメインに反発する貴族や北の海を荒らし回っていた海賊たちを配下にして叛乱を起こす。
当初はジスタートからも支援を受けていたが、後にムオジネルと手を結ぶことを決め、支援を受ける対価として差し出すために使者として訪れていたソフィーを捕らえ監禁する。タラードとの戦いで敗れ逃走を図ろうとするも、ティグルに船を破壊され生け捕られた後、晒し首になる。
ギネヴィア＝コルチカム＝オフィーリア＝ベディヴィア＝アスヴァール
アスヴァール王国第一王女。20歳。
ザカリアス王の死後、混乱に乗じてジャーメインの手を逃れ隠れるように生きていたが、タラードの要請もありアスヴァール女王として即位することを承諾。内乱終結後はタラードの事前の約定通り、ブリューヌやジスタートと友好を結んだ。ジスタートでの内乱終結から一年後、はっきりとは描写されていないがタラードと結婚して、タラードにアスヴァールの王位を譲位して王妃となった模様。
魔弾の王と凍漣の雪姫
父のザカリアス王が生存している頃から、兄たちの愚劣さとアスヴァール王国の将来を憂いて、自らが女王になろうとブリューヌ王国をお忍びで訪問し、ロランと出会った。そして、ファーロン王の許可を取り付けてロラン率いるナヴァール騎士団と共にアスヴァールへ戻って、エリオットを捕縛したティグルやミラやソフィーたちジスタート軍と出会う。そして、レスター（トルバラン）との戦いにも、所持していたアスヴァールの伝説の宝剣カリバーンで参戦した。そして、エリオットが刺殺された後でティグルたちに自分に従うように提案するが、ソフィーがアスヴァールの反ジャーメイン派の諸侯を味方につけていたこともあり、不本意ながらもソフィーの提案でジスタート軍と対等の同盟を結ぶことになり最終的に兄ジャーメインを下し、その最中にザカリアス王が目覚めるというアクシデントに見舞われながらも弟妹たちの死の真相を知った結果、ジャーメインが自害したことで最終的に王位争いに勝利。カリバーンも正式な儀式で継承してその地位を不動のものとし、直後に何者かの意を受けたエリザヴェータの襲撃に遭うも右腕を斬り落として撃退した。だが、彼女の生死は確認しなかった。
ミラと同じく紅茶を嗜むが、山羊の乳を入れる自分に対しジャムを入れる彼女の飲み方を邪道と断じており、同じく同様に思っているミラと紅茶の飲み方を巡り辛辣な舌戦を繰り広げた。
ロランには一年前にアスヴァール軍がナヴァール城砦を攻めてきた際に遠くから戦の行方を見ていた際に野盗に襲われたところを助けられて以来、強い憧憬を抱いており、さらにこの内乱でともに戦ったことでそれは恋情に近い感情にまで昇華され、ブリューヌが内乱に陥りロランがつくレグナス派からガルイーニンを通して助けを求められた際には、ウィルの反対を余所にハミッシュだけを伴いカリバーンを携えての参戦を決意するほど。そして最終的にはブリューヌへ貸しを作り、ロランを一時的にアスヴァールへと貸し出させ、後は自分の魅力で繋ぎ止めようと画策している（もっとも、アスヴァールとしての利益もしっかり考えた上での行動でもある）。
その甲斐もあってバシュラルとの決戦に間に合い、ティグルやロランの危機を救った。またバシュラルについていたタラードとも邂逅し、降伏とともに改めて自らに仕えることを命じたが、拒否された。
魔弾の王と聖泉の双紋剣
復活したアルトリウスと円卓の騎士により国を奪われ親兄弟をはじめとした王家も根絶やしにされるなかで放浪癖が幸いし生き残り、以前に救ったペナイン山脈の村に匿われる中で竜を殺したティグルとリムと出会い、彼らに助力を求める。父の従者から受け取った王家に代々伝わる宝にして神器である小杖（ワンド）――花の乙女の杖（ヴロダヴィィズ）を所持しており、これにより竜の鱗を傷つけ武器として加工し、青白い光の結界を展開できる。
タラード＝グラム
ジャーメイン配下の百騎長。20代半ばで短い金髪に透き通るような碧い瞳をしている。元平民で漁村生まれの狩人。剣も使えるが弓の方が得意。
常勝不敗といわれるほど戦上手の将軍だったが、兵が民に非道を働いているのを止めさせるよう進言したことで降格され、この時から叛乱を計画。ジャーメインがティグルたちに刺客を差し向けたのを機に実行に移し、バルベルデの町の住人たちからも人気があり、叛乱を起こしたときも首謀者がタラードと知ると住人たちは落ち着きを取り戻すほどである。
人当たりの良い好青年だが、実際は非常に野心的で王となることを望み、民を救うため分裂したアスヴァールを統一しようとしている。必要であれば民を犠牲にするような非道な手段も辞さないという一面を持ち、内乱においても海賊で構成されるエリオット軍を地の利のある内陸に引き込むため、進路上の村を敢えて見捨てるという戦略をとった。自分の予想以上の活躍をしたティグルを部下に迎えたいと思っていたが、そういったやり方がティグルとは相容れないと考えたルドラーたちの反対にあい断念している。
内乱終結後は第一皇女ギネヴィアを擁立、ギネヴィアと恋仲でいずれは王となると噂されている。内乱から半年後、ザクスタン軍の援軍としてブリューヌに侵攻してきた際はアスヴァール軍の総大将として公爵の爵位を得ており、ティグル率いる月光の騎士軍と対峙する。ブリューヌを侵攻しても隣国ジスタートの動向が不明なことや、仇敵ザクスタンが寝返る危険性も考えた上でティグル（ブリューヌ）と手を結び反転、ザクスタンに侵攻する。
ジスタートでの内乱終結後、ジスタート王に即位したティグルの戴冠式に参席する。その一年後、アスヴァール王に即位する。
バイルド＝ルドラー
タラード直属の腹心の1人で筆頭武官。32歳。
タラードの命でティグル隊の副官（名目上は大将）としてティグルと共に戦い、当初はティグルの能力や性格に好感を抱き、彼に対して素直に尊敬の念を抱く。だが黒弓の力を見て以降その念は畏怖に変わり、タラードがティグルを仲間にしようと考えた時は反対している。
クレスディル
タラード直属の腹心の1人で筆頭文官。
狐のような細目が特徴で、ティグルに仮面をつけているようだと評価されるほど無表情。当初からティグルをルドラー以上に警戒している。
フィッツ＝ラフォール
タラード直属の腹心の1人。38歳。
タラード配下の最年長で纏め役を務める。主に投石機といった兵器の設計などを携わる。
サイモン
タラードに雇われているザクスタン人の傭兵隊長。30歳。10代に見えるほどの童顔だが、顔の頬傷が若々しい印象を打ち消している。
荒くれ者の傭兵たちを束ねる立場だけあり、実力と人望を兼ね備えた熟練の戦士。ティグルがタラードと手を組んだとき、自らが率いる傭兵部隊とともにティグルの指揮下に入った。ティグルがジスタートに帰国するときも見送りに来ており、マトヴェイからも如才無い男と評価される。
ハミッシュ
エリオット筆頭家臣。爵位は子爵。
エリオットと長い付き合いのある貴族。粗暴で品がない主に対して、彼自身は実直で生真面目な性格。エリオットが捕虜にしたソフィーに一目惚れし、胸をはだけさせた彼女に獣欲こそ感じこそすれ、すぐに振り払うなど至って紳士的である。長弓の名手で、射撃距離はティグルを超える。タラードとの戦いでティグルと一騎討ちになるが、ティグルに圧倒的な腕の違いを見せられ討ち取られた。
魔弾の王と凍漣の雪姫
アスヴァールの内乱でエリオットの元に馳せ参じた。上記の実直な人柄から彼の遊び仲間だと知ったティグルは信じられなかったほど。
ティグルと共闘してエリオットの死後もともに内乱を戦い抜いた。その中でジャーメインに付き従った親族の恩師であるロシュの娘シャルロットを保護し引き取る。戦後、その彼女が助けた記憶を失ったエリザヴェータを保護することになる。異なる瞳故に千華燈瞳（フェアリス）と呼び、ソフィーに引き合わせ、彼女のジスタートへの帰国を願い出た。
また、この世界でもソフィーに好意を抱いている。その後、図らずもギネヴィアからの命で彼女も参加しているブリューヌの内乱に参戦することになる。
レスター
ルクス城砦の城番。トルバランを参照。
魔弾の王と凍漣の雪姫
ウィル
『紅い霧』という異名で呼ばれる元アスヴァール軍人の老人で、軍船の指揮能力に優れている。高齢の為にアスヴァール軍を退役したが、ギネヴィアの要請を受けて助力することになり、ギネヴィアがブリューヌ王国の助力を得る為にお忍びでブリューヌを訪問した際にも同行している。
ジャーメインにもエリオットにも老齢という理由で勧誘を断り、訪ねてきたギネヴィアにも同様の理由で臣従を拒んだが、彼女の熱意に折れ、「この国のためにならぬことをしでかそうとしたときには、斬る」と脅しとも言える条件で臣従した。
上記のように海戦ではめっぽう強いが、地上で兵を動かせば必ず何かを忘れて危機に陥り、武器をとって戦えばすぐに息切れするありさまであるなど海戦以外は問題外。ただしギネヴィアからはそのいびつな才を気に入られている。
魔弾の王と聖泉の双紋剣
パーシバル
甦った円卓の騎士のひとり。鈍色の鎧をまとった赤茶けた髪の大柄な青年でマーリンから授かった赤黒い手斧を持つ。敬語口調で喋るが、一人称が「俺」であり、時折スラングもまざるなどちぐはぐである。明朗快活にして騎士らしい騎士であり、任務の途上で野盗に苦しむ村を幾度も救い、鎧の一部を売り払って路銀を与えてはアルトリウスにせびるなど、軍を率いる将は務まらぬと評されている（これは他の円卓の騎士も同様である）。
アルトリウスの古参の家臣のひとりでその頃は今よりも砕けた口調で接しており、主従の関係となってから敬語口調に改めたものの今に至るまで慣れておらず、時折上記のようにスラングまじりとなる。
ガラハッド
甦った円卓の騎士のひとり。板金鎧をまとった大柄な金髪碧眼の騎士で赤黒い大剣の神器を持つ。妖精との誓約で決して嘘をつかぬことを己に課すことで力を得た。その誓いを守るために滅多に口を開かず寡黙を通している。竜すら吹き飛ばすのではと思わせる凄まじい突進を誇る。ティグルより前の黒弓の持ち主とは友人だった。
他の円卓の騎士たち同様猪突猛進な猪武者と思われがちだが、彼自身は思慮深く食わせ者な面があり、敵視している半精霊モードレッドを誓約の間隙を突いて、ティグルたちに始末させた。
ボールス
甦った円卓の騎士のひとり。口髭をピンとはねた壮年の騎士で革鎧をまとい赤黒い穂先の槍を持つ。これにより突いた壁や岩をほんの少しの間だけ生き物に変え己の手足として目や耳になる力を持つ。大らかな性格で面倒見がよく寡黙なガラハッドの代弁役になることも多い。自分を何でも屋と評し、槍や剣、斧など使えてようやく円卓の席にひっかかったなどと言ってるが、それでもサーシャと互角に打ち合える益荒男。
アルトリウスの古参の家臣のひとりにして幼馴染であり少年の頃は彼を「ボス」と呼んでいた。
モードレッド
悪しき精霊マーリンと人の間に生まれた半精霊。筋骨隆々な大男で雷を操る力を持ち、父マーリンの血に逆らえぬ円卓の騎士たちに自身も絶対的な命令権を持つが、上記の荒業を使い同じく精霊の血を引くアルトリウスやそれすらも隔絶した存在の弓の王には通じない。品性は極めて下劣で味方を巻き添えにし、民を女子供問わず虐殺し嬲り犯すのは当たり前の残忍な性格。それ故、アルトリウスやサーシャを始めとした円卓の騎士たちには嫌われている。ただ弓の王からは面白いと道化とからかいと皮肉まじりに評されている。
弓の王
円卓の騎士と同じくマーリンとの契約で甦った弓手で赤黒い弓を持つ男でティグルすら圧倒する弓の技量とアルトリウスすらも隔絶した次元と王気を持つ英雄。飛竜を自在に操る。黒弓のかつての持ち主。ガラハッドの友人である弓手とは別人らしい。甦った今世においては円卓の騎士に加わるも、その立場はアルトリウスとほぼ同格と言え、円卓の騎士たちからも一目を置かれる傑物。
悪しき精霊（アンシーリーコート）マーリン
善き精霊モルガンの弟でありモードレッドの父。自分たち精霊を追いやって人が島を支配する現状に憤り、かつて精霊と人が入り交じっていた島の姿を取り戻すべく、アルトリウスら円卓の騎士に精霊契約を持ち掛け、精霊の血が濃い血族――アスヴァール王族の根切と引き換えに聖杯によって復活させ、魔物殺しに特化した五つの赤い竜の神器を与えた存在。モードレッドと同じく雷を操る。外見は十二、三歳の少年で精神面も幼く癇癪持ちでアルトリウスからはどの道アスヴァールの未来には不要と断じられている。

### ザクスタン王国
アウグスト=ベネディクト=フォン=ロートシルト=ザクスタン
ザクスタン王国の現国王で、41歳。滅多に笑わないことで知られ、「岩石を削りだしたような」と形容される彫りの深い、厳つい顔が特徴的。子供が産まれた際も笑わなかったことで妻に不審がられるものの「嬉しいに決まってる」と明言している。
領土拡大の野心を抱いておりブリューヌ西方を狙って何度も小競り合いを起こしてきたが、ファーロンとロラン、そしてテナルディエによって何度も煮え湯を飲まされ続けてきた。内乱によって3人が死んだことに周囲を驚くほど満面の笑みを浮かべ、満を持して再度侵攻を開始する。万全を期してのブリューヌ侵攻であったが、クリューゲルは戦死、シュミットもアスヴァールの寝返りにより失敗に終わると、怒りの矛先をタラードに向け、シュミットにアスヴァールとの戦を命じる。
ジスタートでの内乱終結後、ジスタート王に即位したティグルの戴冠式に参席する。
ハンス=フォン=クリューゲル
王に命じられブリューヌ侵攻の軍を預かるザクスタンの将の一人。ザクスタン人らしい彫りの深い精悍な顔、灰色の髪に青い瞳を持つ。31歳。夢は誰にも破られない城砦を作成すること。
2つのサイコロを肌身離さず持ち、要所で振って出目の合計が奇数なら順調、偶数なら難航として、直面した物事の行方をはかる変わった癖がある。
城砦の作成に才を持ち、同様に城砦の弱点を看破することにも長ける。また人を使うことも上手かったという。
小さな町の平民の出で、15歳の時に夜盗の討伐に参加。上記の才により敵方の城砦の弱点を指摘し、味方を大勝利に導いた功で取り立てられる。その後築城術を学び、才能を開花させ、功績を積み上げて騎士身分と名字を得る。
二万の兵を率いて丘を一晩で丘砦（ゲルフォルト）と呼ばれる強固な砦に作り替え、籠城戦にて騎士団およびティグル率いる月光の騎士軍をさんざん苦しめるが、ジスタート王の使いを騙るヴァレンティナの甘言に乗り、丘砦を捨てて出撃したところを返り討ちに遭い、最終的にはティグルの弓で討ち取られた。
死ぬ前に部下たちへ「ティグルヴルムド=ヴォルンはジスタートの傀儡なり」という偽情報をブリューヌ王都に広めるように命じる。
レオンハルト=フォン=シュミット
ザクスタンの貴族で「稲妻（ブリッツ）のレオンハルト」という異名で呼ばれる将軍。43歳。光沢を失い黄銅色めいた金髪に硬質感のある髭を生やしている。
幼い頃から馬を駆ることが好きで、騎兵の大部隊を作り上げて活躍させるという夢を抱き、運用に生じる多くの課題を20年以上かけて解決して実現させる。
五万の騎兵を率いてブリューヌへ侵攻し、月光の騎士軍と戦うまでに5度ブリューヌ軍を破っており、騎兵の指揮能力に限っていえばムオジネルの王弟クレイシュにも勝るほど。指揮能力だけでなく戦略にも秀でており、住民を殺さず略奪を行うことで偵察と勝利の喧伝に利用し、侵略地の離反を誘うという方法で戦う前からティグルたちを苦しめる。
平民の出のクリューゲルのことはあまり好きではなかったがその能力については評価しており、月光の騎士軍と対峙したときは敵討ちを誓う。
月光の騎士軍を相手に一進一退の攻防を繰り広げるがティグルの巧みな指揮に押され始め、一度は奥の手として用意していたタラード率いるアスヴァール軍に助けられるが、後日アスヴァール軍がブリューヌ側に寝返ったことを直感で察して退却する。戦後はザクスタンを裏切ったタラードの首をとるまで王宮に戻るなという王命を受け、国境でアスヴァールと戦い続ける日々を送ることになる。

### 魔物
ドレカヴァク
声 - 根本明宏
テナルディエに仕える老人。占い師として仕えているが竜の調教も行っている模様。テナルディエには重用されているが、ザイアンからは嫌われている。
実際は魔物の長的存在で、黒弓の使い手であるティグルの捕獲を目論む一方、「ろくでもないことを考えてる」としてガヌロンを警戒している。また、デュランダルが造られた経緯を知っているそぶりを見せる。
ブリューヌでガヌロン（コシチェイ）と手を結び、ジスタートへ向かう途中のティグルらをルテティアで襲撃する。自身がテナルディエ公爵に竜を供与していた事実をティグルらに明かしたうえで、魔物としての正体を現し、地竜をも上回る巨体を持つ竜の魔物の姿となり、『瘴気混じりの黒炎』『人体を石化させたり、睡魔をもたらす光線』などでティグルらを苦しめる。しかしエレン・ミラ・ソフィーという三人の戦姫の助力を得ていたティグルはソフィーが状態異常を起こす光線を防御し、エレンとミラが前衛でドレカヴァクの注意を惹く作戦を敷き、最後は「アリファール」と「ザート」の力を付与した黒弓の力の前に敗れ、そのまま消滅する。
アニメでは登場しているが、魔物に関することは一切触れられていない。
ヴォジャノーイ
ドレカヴァクと通じている蛙の魔物。
凄まじい跳躍力と長い舌を持つ。竜具と素手で戦えるほど強靭な手足をしており格闘戦を主体とした戦い方をするが、長い舌を使って攻撃したり口から酸を吐き出したりもする。舌は切断されてもすぐに再生可能で、ちぎれた舌を遠隔操作することもできる。魔物としての姿は、毒々しい紫色の皮膚の筋骨隆々とした巨躯に金色の眼と大きく裂けた口をしており、手足には水かきがついている。
本来魔物たちは竜具か黒弓で滅ぼされると復活することはできないが、ヴォジャノーイだけは例外らしく、ティグルとミラに粉々に砕かれても何事もなかったように元どおりになっている。ガヌロンからは『金喰い蛙』と呼ばれており、その呼び名のとおり金貨を食べる。ドレカヴァクには忠実に従っているが、ガヌロン（コシチェイ）のことは嫌悪している。
アニメでは登場しない。
トルバラン
二メートルを超える真っ白な肌の巨躯に、螺旋状の三本の角と赤い目を持つ鬼の魔物。
レスターという人間の姿でルクス城砦に居を構える。好みの若い娘を見つけてはさらって城砦に連れ帰るという問題のある人物で、タラードとはよく衝突している。後にエリオット側に寝返り、タラードと手を組んだティグルたちと戦うことになる。幼い娘を攫う怪物と同じ名を持ち、攫った娘は犯して捕食している。
切断された腕すらも瞬時に接合できるほどの凄まじい再生能力を持ち、巨体から繰り出される怪力と不可視の衝撃波、伸縮自在の角を武器に戦う。ドレカヴァクやヴォジャノーイの仲間であるが、二人とは異なり黒弓の使い手であるティグルに執着しておらず、殺すつもりで戦っていた。自らの行動目的を愉悦のためと答えており、バーバ＝ヤガーからも遊び好きの怠け者と評されている。
バーバ=ヤガー
物語の2年前にエリザヴェータ（リーザ）に力を与えた老婆。ローブにフードを被り箒をつかんだ骨と皮しかない異様に白い手しか露出させていない、おとぎ話で語られる通りの姿を持つ。幻影を作り出したり、人間の心を操ることが可能。
ウルスことティグルの「弓」に興味を抱いている。リーザを殺害する寸前まで追い詰めるものの、ティグルやエレンの横槍で目論見が崩れ、最後はティグルが放った弓に敗れる。瀕死の状態で彷徨っていたところを、現れたガヌロンに力を奪われ消滅する。
コシチェイ
マクシミリアン＝ベンヌッサ＝ガヌロンを参照。
ルサルカ
魔弾の王と凍漣の雪姫
百年ほど前にとある戦姫と戦って封印されていた妖魔。「水妖」の異名を持ち、水を操る。
ズメイ
魔弾の王と凍漣の雪姫
左半面に竜が彫られた頭部をすっぽり覆う黒い仮面を付け、体の線を強調する様な黒い服を纏い、その上から外套を羽織っている。槍を操る。その正体は、決まった姿を持たない妖魔。死体を乗っ取り、若い時の姿、能力を再現することも出来る。グングニルという魔槍を所持している。
4年前、先々代の戦姫であったラーナの母（ミラの祖母）ヴィクトーリアの遺体を乗っ取り、彼女の全盛期の姿と能力で襲いかかるが、ラーナによって彼女の左腕と引き換えに退けられる。また、己の意に反して身体が動かなくなることがあった上に、乗っ取ったヴィクトーリアからも「私たちのことを知らないおまえが、わたしたちに負け続けるのは当たり前だ」と言われたこともあり、戦姫になり得る人間を知り抹殺しようとルサルカやレーシーといった魔物を目覚めさせ暗躍する。
アジ・ダハーカという偽名でムオジネルに協力している。

### その他
神々の王ペルクナス
ブリューヌとジスタートで信仰される十神の1柱にしてその筆頭神。太陽と光の神とも称されている。
戦神トリグラフ
ブリューヌとジスタートで信仰される十神の1柱。傭兵や軍人に信仰される。
家畜神ヴォーロス
ブリューヌとジスタートで信仰される十神の1柱。熊はヴォーロスの化身とされている。
かまどと火の神スヴァルカス
ブリューヌとジスタートで信仰される十神の1柱。
富神ダージ
ブリューヌとジスタートで信仰される十神の1柱。
名誉神ラジガスト
ブリューヌとジスタートで信仰される十神の1柱
大地母神モーシア
ブリューヌとジスタートで信仰される十神の1柱。4柱いる女神の1柱でありその像は自身を花で飾っている。犬が眷属とされる。
風と嵐の女神エリス
ブリューヌとジスタートで信仰される十神の1柱。4柱いる女神の1柱であり角笛が持ち物とされる。ティグルがよく祈りを捧げている神でもある。
豊穣と愛欲の女神ヤリーロ
ブリューヌとジスタートで信仰される十神の1柱。4柱いる女神の1柱でありその像は薄布を纏っている。
夜と闇と死の女神ティル＝ナ＝ファ
ブリューヌとジスタートで信仰される十神の1柱。4柱いる女神の1柱でありがたられることは非常に少ない。ペルクナスの妻であり姉であり妹であり永遠の宿敵とされている。
ティグルは黒弓を通して聞こえる声は彼女のものだと推測している。

## 用語

### 地理
本作の地理に関しては、巻冒頭の地図またはアニメ公式サイトを参照のこと。本作に登場する地名のいくつかは、中欧・東欧に実在したものと同一である。
ブリューヌ王国
本作の主な舞台。大陸のほぼ中央に位置し東はヴォージュ山脈を隔ててジスタート、西はザクスタンとアスヴァール、南東にムオジネルと隣接しているため温暖で肥沃な土地を狙われ、歴史的にこれらの国々と多くの紛争を経験している。王都は中部に位置するニース。国旗は紅馬旗（バヤール）。
建国王シャルルが聖窟宮（サングロエル）で王となるための啓示を受け、リュベロン山で神々の遣わした精霊に出会い、なにものをも切り裂く宝剣デュランダルと、黒いたてがみと赤い肌を持つ魔法の馬バヤールを授けられ、その二つを以て数多の戦場を駆け巡り、勝利を重ねた末にブリューヌ王国を建国したとされる。当代の国王ファーロンの下、善政が敷かれている一方で王家の姻族に当たるテナルディエ、ガヌロンという二大公爵家が権勢をほしいままにしている。
ジスタートとの小競り合いから発展した「ディナントの戦い」にてレグナス王子が戦死すると失意のファーロン王は政務放棄状態に陥り、テナルディエ派とガヌロン派による内乱の機運が高まる。ムオジネルとの「オルメア会戦」後、隣国ジスタートの援助を得たアルサス領主ティグルヴルムド＝ヴォルン率いる「銀の流星軍」が台頭し、最終的に「メレヴィルの決戦」にてテナルディエ公爵は戦死、ガヌロン公爵の死亡（実際は逃亡）により内乱は終結。さらに戦死したと思われたレグナス王子ことレギンが女王に即位し、ファーロン王は逝去した。
レギン女王の統治の元、2年間で内乱からの復興が進んでいたが、王族による叛乱に加え、ザクスタン、ムオジネルの相次ぐ侵攻により王都ニースまで戦場になる程の大戦となり、最終的に勝利するが再び甚大な被害を蒙った。
アルサス
ブリューヌの北東にあるヴォルン家が代々治める領地で中心都市はセレスタ。王都ニースから遠く離れており主要な街道は1本も通っていない田舎町だが、険しいヴォージュ山脈を挟んでジスタート王国（ライトメリッツ公国）と隣接している。領土は小さく、森や山といった自然ばかりで主な産業もないため税収は少ない。
ブリューヌ内乱時にテナルディエ公爵の軍勢に襲撃を受けるもティグルの意向を受けたライトメリッツ軍により撃退され、内乱鎮圧後はブリューヌ王国とライトメリッツ公国の共同管理地となっており、現在はブリューヌ王宮から派遣された代官が統治している。
ニース
ブリューヌの中央に位置する王都。ニースの中心にはリュベロン山が聳え、その中腹に王宮、麓に街が広がっている。高い城壁に囲まれ、河川も流れ、水も豊富なことから籠城戦にも耐えられる。
数十年に渡る周辺国との小競り合いでも王都が戦場になったことはなかったが、ムオジネル軍の再侵攻時には十五万の敵軍に包囲され、民兵も動員しての籠城戦を展開することになった。
ネメタクム
テナルディエ家が治める領地で中心都市はランス。ブリューヌ南部の要衝ランスを中心に広大な領土を持っており、その規模は国内ではガヌロン家と双璧を成している。また領内には交易の中心である主要な港町を多数抱えており、テナルディエ家に莫大な利益をもたらしている。
ルテティア
ガヌロン家が代々治める領地で中心都市はアルテシウム。ブリューヌ北部の要衝アルテシウムを中心に広大な領土を持っており、その規模は国内ではテナルディエ家と双璧を成している。特産品は林檎酒。
アルテシウムの地下には「聖窟宮」というブリューヌの聖地があるが、内乱時に領主マクシミリアン＝ベンヌッサ＝ガヌロンがアルテシウムの街に火を放ち甚大な被害を出した。
その後、ブリューヌ王宮による重点的な復興が進められ、北部の要衝という立地からも人・物流も盛んなことから復興が進んでいたが、ドレカヴァクと配下の竜によるティグル襲撃事件が起こり、再び市街に被害を出した。
ジスタート王国
ブリューヌと並ぶ本作の主な舞台。北は万年雪のある高山、西はヴォージュ山脈を隔ててブリューヌと、南はムオジネルと国境を接している。王都はシレジア。国旗は黒竜旗（ジルニトラ）。
ジスタートの建国伝説によると、かつて30ほどの小部族がこの地の覇権を競う中、「黒竜の化身」を称する男が突如として現れ、我を王として従えば勝利を約束するとした彼に七つの部族が従った。彼は服従の証として各部族から捧げられた女性に竜具を与えて七戦姫とし、宣言通りに周辺部族を平定しただけでなく、周辺諸国をも滅ぼしてジスタート王国を建国し、その初代国王となった。
かつての伝承から、国王の下に7人の戦姫を置き、それぞれが公国として自身の領地を治めるという国家体制を持ち、各公国は戦姫不在の場合でも政治が回るよう官僚制を敷いている。戦姫の戦闘力は圧倒的で他を寄せ付けない。王国にとって有益であるとの判断に基づけば公国同士の争いも許される国柄で、そのせいか戦姫同士で戦争を行うことも少なくない。
ライトメリッツ公国
アリファールの所有者が治める公国。ジスタート王国の南西に位置し、ヴォージュ山脈を隔ててティグルが治めるアルサスと隣接している。公国旗は黒の銀剣旗。
歴史的に隣国のオルミュッツ公国とは仲が悪く、対立している。
オルミュッツ公国
ラヴィアスの所有者が治める公国。ジスタート王国の南に位置し、ライトメリッツの南に隣接するとともに、ムオジネル王国ならびにブリューヌ王国と隣接している。公国旗は白の蒼槍旗。
歴史的に隣国のライトメリッツ公国とは仲が悪く、対立している。
ポリーシャ公国
ザートの所有者が治める公国。ジスタート王国の南東に位置し、ムオジネル王国と隣接している。
レグニーツァ公国
バルグレンの所有者が治める公国。ジスタート王国の西に位置し、ライトメリッツの北に隣接している。公国旗は黄の交差した朱刃と金刃旗。
海に面しているため度々、海賊による被害が起こっており海軍を保有している。
ルヴーシュ公国
ヴァリツァイフの所有者が治める公国。ジスタート王国の北西に位置し、レグニーツァの北に隣接している。『異彩虹瞳』を吉兆と崇めている。公国旗は紫の金鞭旗。
海に面しているため、レグニーツァ同様に海軍を保有している。
オステローデ公国
エザンディスの所有者が治める公国。ジスタート王国の北東に位置している。
歴史的に七公国中、最弱と言われてきたが当代のヴァレンティナ＝グリンカ＝エステスが治めるようになってからは他の公国と遜色がないほどの繁栄を見せている。
ブレスト公国
ムマの所有者が治める公国。ジスタート王国の東に位置している。
アスヴァール王国
大陸と大陸から離れたアスヴァール島を領土に持つ国。王都はコルチェスター。国旗は赤竜旗。
かつてアスヴァール島で5つの部族が覇を競っていた最中、アルトリウスという一人の平凡な戦士が赤い竜に変わる夢を見た。これを5部族を統一する王になる啓示と判断した彼は、後に円卓の騎士と呼ばれる12人の仲間とともに数多の戦場を駆け巡り、ついには統一を成し遂げ初代の王となったという建国伝説を持つ。ブリューヌやジスタートと異なり、十神ではなく初代王と円卓の騎士が信仰の対象になっている。
その後平和な時期を経て、大陸側からカディス王国の侵略を受け、王国がほぼ半壊するまでに追いやられた中で立ち上がったのが、後に覇王（ブレトワルダ）と呼ばれるゼフィーリア王女である。混乱の中で彼女は剣を取り、始祖もかくやと思わせるほどの活躍を見せ、カディス王国を島から叩き出したばかりか逆に侵攻するまでに到り、アルトリウスもなし得なかった偉業として大陸に領土まで得た。
隣国のブリューヌの内乱中に先代の王が崩御し、第一王子と第二王子による王位争いが起きていたが、将軍タラード＝グラムにより第一王女が女王として擁立された。以降は国力の回復に努めていたがザクスタン王国との密約により援軍としてブリューヌに侵攻するも反転、ザクスタンに侵攻した。
魔弾の王と聖泉の双紋剣
隣国のブリューヌの内乱の数ヶ月前、突如甦った始祖アルトリウスと円卓の騎士たちにより、ギネヴィアを除くザカリアス王以下殆どの王族が討ち取られ、実権を掌握されている。
ムオジネル王国
ブリューヌとジスタートの南にある王国。国旗は緋の角突き黄金兜と金剣旗。これは戦神ワルフラーンの象徴とされる。
奴隷制を唯一持つ国で国民は褐色肌が特徴。戦争で身代金が払えない捕虜はここに売り飛ばされる。ムオジネル産の紙や絨毯は上質とされ、紅茶などの珍しい特産品が多い。
戦ではムオジネルの正規兵以外に「戦奴（マルダー）」と呼ばれる奴隷身分の“使い捨て”の兵がおり、諸外国の中で最大の動員数を可能にしている。
当代の王は積極的に領土を拡げるという野心を抱いており、温暖で肥沃なブリューヌを虎視眈々と狙っており、作中では一度目は現王の弟でムオジネル軍総大将のクレイシュ＝シャヒーン＝バラミールが先遣隊含め五万の兵力で侵攻するもアルサス領主ティグルヴルムド＝ヴォルン率いる「銀の流星軍」に行く手を阻まれ、長期戦の不利により断念。約2年後、再びクレイシュが空前絶後の十五万の大軍勢で再侵攻、王都ニースを陥落寸前まで追いつめるもブリューヌ軍総指揮官となったティグルヴルムド＝ヴォルンが再び立ちはだかり、現王の急逝も相まって失敗に終わった。
その後は後継争いで内紛状態となっていたが、最終的にクレイシュが王に就いた。
ザクスタン王国
ブリューヌ王国の西にあり、アスヴァール王国とも隣接している国家。国旗は白鷲旗。アスヴァールとは仇敵関係にあり、ブリューヌとは度々小競り合いを起こしているが、ロラン率いるナヴァール騎士団に阻まれている。
領土には平原が少なく、近隣諸国からは「山と森の国」と呼ばれることも。その地勢から各地の連絡性が悪く、かつては無数の小国家が林立していた。それらを一つ一つ飲み込む形で成立したのがザクスタン王国である。しかし成立してから250年以上経った今でも、土豪と呼ばれる地方諸侯たちは、かつての小国家の末裔を自負し、独立の気風が高く、中央への忠誠心は低めである。
ブリューヌ内乱によりファーロン、ロランらの死去を受け、肥沃なブリューヌの地を求めて満を持して再侵攻したが、アルサス領主ティグルヴルムド＝ヴォルン率いる「月光の騎士軍」の活躍や密約を結んでいたアスヴァール王国の寝返りにより頓挫した。以後は再びアスヴァールと開戦、アスヴァールとの戦に注力するため、ブリューヌとは和睦した。
ザクスタン出身の傭兵は戦上手で知られる。また国家的に弩や投石機などの作成に優れるとされる。

### 戦姫関連
戦姫（ヴァナディース、せんき）
ジスタート王国独特の制度。竜具に選ばれた7人の女性が、国王に次ぐ地位として国を治める一方で、いざ戦いとなれば竜具を振るい敵と戦う。竜具を振るう戦姫の戦闘力は作中で圧倒的なものであり、竜も一撃で倒せる。
ジスタートの建国伝説によると、300年ほど前にこの地で闘争に明け暮れていた30ほどの部族の前に、『黒竜の化身』を自称するものが現れ、自分を王として従うならば勝たせてやると宣言し、その言葉を信じた七部族が従った。七部族は忠誠の証として武勇に優れた七人の美姫を妻として捧げ、彼は七人に竜具を与え、お前たちは今から『戦姫』だと告げた。これが七戦姫の始まりだとされる。
戦姫はそれぞれ治めるべき公国を持ち、自治や徴税などの特権を持つ。戦姫の上に立つものはジスタート国王ただ一人である。
戦姫は竜具が選ぶ。身分は問われず貴族からも平民からも選ばれる。ルリエ家のように「先祖代々戦姫」というのは稀有な例。
過去、七戦姫全員から忠誠を得たのは原初の『黒竜の化身』しかおらず、ヴィクトールによれば歴代の王でも幾人もの戦姫と親しくしていたのは僅か数人のみであったらしい。
竜具（ヴィラルト）
戦姫が振るう武具。全部で7種類存在し、それぞれ特殊な力を有する。また、その力を最大限に発揮する『竜技（ヴェーダ）』は、一撃で竜を倒すことも可能。次代の戦姫を自ら選ぶなど、独自の意思を持つ。また、例外的に携行したままでの王との謁見が許される。
すべての竜具は、たとえ手元になくても、所有者が呼べば空間を超えて手元に現れる特性を持つ。
戦姫が戦姫たり得ないと竜具が判断したときに手元から失われ、次世代に引き継がれる。ただしその判断は不明瞭な点がかなり多く、病魔に冒され指揮を執るのもままならないほど衰弱したものや、治めるべき国を離れて放浪しているもの、果ては自身の野望のために国を割るよう暗躍している戦姫ですら竜具が手元に残っていたりする。
「銀閃」アリファール
『降魔の斬輝』という異名を持つ長剣。風を操る能力を持つ。
エレンの元では、周囲の風を圧縮して暴風の刃を作り出し、刀身を振り下ろすと同時に射出する竜技、『大気ごと薙ぎ払え（レイ・アドモス）』、空中で姿勢を整えて縦横無尽に空を舞う、あるいは単純に移動速度を上げる『風影（ヴェルニー）』などの技を使用。
この他にも、自身が跨がる馬を数メートル持ち上げて移動させる、自軍に向けて放たれた矢を散らす度の風を起こす、周囲への音をかき消すなど、風に関する数々の能力を持つ。
「凍漣」ラヴィアス
『破邪の尖角』という異名を持つ槍。氷を操る能力を持ち、柄の長さを自在に変化できる。
ミラの元では、一瞬で氷を作りだし、無数の槍状にして敵を貫く竜技、『空さえ穿ち凍てつかせよ（シエロ・ザム・カファ）』、穂先で突いた水を瞬時に凍らせる『静かなる世界よ（アーイズビルク）』などの技を使用。
また、使用者および周囲への冷気を遮断するような能力があることをうかがわせる描写もあり、実際ミラは雪深い山中でも軽装で行動している。
「光華」ザート
『退魔の祓甲』という異名を持つ錫杖。光を操る能力の他、退魔の名を持つように魔物の力を解呪する能力も持つ。
ソフィーの元では、目の前に円状の光の膜を作り出し、攻撃を遮断する『我が前に集え煌めく波濤よ（ファルヴァルナ）』、光の粒を自身に纏わせ、粒子が弾け飛んだ後は姿を消している『我が前に集え眩い粒砂よ（ミラーシェム）』、光の粒を生み出し操る『我が先を疾走よ輝く飛沫よ（ムーティラスフ）』などの技を使用。
竜具中、唯一刃を持たないが、破壊力はそう劣るものではなく、当たれば骨が砕けるとはエレンの弁。
「煌炎」バルグレン
『討鬼の双刃』という異名を持つ双剣。炎を操る能力を持つ。
サーシャの元では、面前で交差させた双剣を振り抜き、彼我の間に何本もの火柱を上げる『突火槍列（プラムオーク）』、熱を指向的に操り使用者の姿を朧気にする『陽炎（オルトレスク）』、黄金と紅蓮の炎を作りだし、斬りつけた相手が滅びるまで燃やし尽くす『双焔旋（フランロート）』などの技を使用。
「雷渦」ヴァリツァイフ
『砕禍の閃霆』という異名を持つ鞭。雷撃を操る能力を持ち、雷光となって長鞭や打撃武器の形態に変化できる。
リーザの元では、鞭を柄の先から九本に分かち、雷気を纏わせて叩き付ける竜技『天地撃ち崩す灼砕の爪（グロン・ラズルガ）』、鞭先に雷気を纏わせ、離れた敵を叩くと同時に凄まじい閃光で視力を奪う『闇夜斬り払う刹那の牙（ノーテ・ルビード）』などの技を使用。
このほか、微弱な無数の雷撃を空中に飛ばし、敵の位置を感知するような能力もある。
通常は4メートルほどある黒い鞭であるが、『鋼鞭（クスタル）』と呼ばれる棒状の武器や、『雷刃（メルニテ）』と呼ばれる無数の鋭い突起を持った片刃剣へと形態を変えることが出来る。
「虚影」エザンディス
『封妖の裂空』という異名を持つ大鎌。空間に干渉する能力を持つ。
ヴァレンティナの元では、波紋が広がるように周囲の空間を歪め瞬間移動する『虚空回廊（ヴォルドール）』、鎌の軌道に沿って黒い霧を発生させ攻撃を受け止める『黒霞（ティンカー）』などの技を使用。
「羅轟」ムマ
『崩呪の弦武』という異名を持つ戦斧。ラヴィアスと同じく柄の長さを変化させたり、刃の大きさや形状を変えることができる。
オルガの元では、刃を上下に伸ばし、鋸状の刃を付加する『牙崩の壱（アジンクリーク）』、斧を巨大化させ、対象に叩き付けて粉砕する『角貫の弐（ドゥヴァローク）』などの技を使用。

### 生物
竜
大陸に存在している大型生物。普段は森や山奥に奥深く生息しているため人が目にすることはほとんどなく、そのため単なる伝説上の生物だと信じる人間も少なくない。
様々な色や種類の竜が存在しており、ジスタート王国では黒竜と幼竜への危害を加えることを禁じている。身体は非常に頑丈で通常兵器では傷つけることは不可能。最大で150チェート（15メートル）まで成長する。
地竜（スロー）
鰐のように四足で移動する竜種。
飛竜（ヴィーフル）
竜種の中でも翼が発達し自由に飛行出来る。人を乗せて飛行可能。
火竜（ブラーニ）
竜種の中で唯一炎を吹く竜種。灰や炭、鉱物を常食している。
双頭竜（ガラ・ドヴア）
竜種の中で奇形種とされ最大の大きさを誇る。最大の特徴はそれぞれ独立した双頭で片方が死んでも活動可能。竜種の中でも一際獰猛で同族すら餌にする。ジスタートでは凶兆を運ぶとして忌み嫌われている。
海竜（バダヴア）
竜種の中で唯一海で生息している。蛇のような身体が特徴。
魔物
人ならざる異形の者たち。常人を遥かに超える身体能力や超常的な能力などを有している。作中で登場する魔物達はスラヴ神話に出てくる精霊の名前を名乗っている。
戦姫とは敵対関係にあり、戦姫が誕生した当時から現在に至るまで何らかの因縁があることが示唆されている。また、ヴォルン家の黒弓の正体を知っているようで、その使い手を戦姫以上に貴重な存在として特別視している。
戦姫の数と同じく全7体が存在するという。

### その他
魔弾の王
遥か大昔に実在したという英雄。英雄の名前は不明だが、女神から狙ったものに必中する弓を授けられた男が、あらゆる敵を倒してついに王にまで上り詰めたという伝承。
ソフィーヤが保有する文献によれば『魔弾の王は女神の意思を地上に顕現する代行者』と記されている。
ヴォルン家の黒弓（仮称）
声 - 桑島法子
ヴォルン家の家宝として伝わってきた宝弓。材質不明。
竜具の力を矢に上乗せして放つことが出来、通常は傷付けることも不可能とされる竜を一撃で倒すほど。時折弓を通して何者かの声が聞こえることがある。竜具とは性質が全く異なるらしい。最大で街を一瞬で消せるが命を失ってしまう。竜具は1つだけでなく、複数の力を上乗せでき放たれる矢に竜具の能力が反映される。ティグルが単独で使うと気絶するほどの疲労になるが、竜具の力を加えた場合は幾らか疲労が軽減される。ただし、身体を動かすのが億劫になるというだけなのであまり変わらないようである。
伝承よりも遙かに古い話に『魔弾の王』と呼ばれた人物の話があるが、その人物が使っていたものと同一かどうかは不明。ちなみに、タイトルの「魔弾」とはこの弓から放たれる矢のこと。
実は、ティル＝ナ＝ファを降臨させるための依り代であり使い手は器となる役目があった。ティグルが魔のティル＝ナ＝ファを降臨させられた際には異形の存在と化した。
かつての持ち主は、ブリューヌの建国王シャルル。彼もティグル同様に、この弓で多くの戦果を上げた。しかし、上記の黒弓のリスクを知っていたガヌロンの勧めで手放した。
銀の流星軍（シルヴミーティオ）
ブリューヌ内乱時におけるティグルたちが率いるブリューヌとジスタートの混成軍の名称。総大将はティグル（テナルディエ軍との決戦時はレギン）で命名者はエレン。ブリューヌ内乱鎮圧と共に解散した。
月光の騎士軍（リューンルーメン）
ザクスタン軍侵攻に際してティグルたちが率いるブリューヌとジスタートの混成軍の名称。ブリューヌとジスタート双方に人脈を持つティグルが引き続き総指揮官を務め、命名者はティッタ。名前の由来は、ティグルの称号「月光の騎士」から。
なお、「月光の騎士」の称号はティグル以前に授かった人物は一人のみで非常にマイナーなものであるが、その人物が後に王の一人娘を娶り、次代の王座に就いた逸話がある。
宝剣デュランダル
『不敗の剣』とも呼ばれるブリューヌの宝剣。材質不明。竜技すら打ち破る力を発揮する。ドレカヴァクによれば竜具に対抗すべく造られた武器の中で唯一の成功例とのこと。
ロランが銀の流星軍に降伏した際にティグルに預けられ、彼の死により内乱終結後、王家へ返還された。以後はブリューヌの象徴として王宮に飾られていたが、「メリザンドの叛乱」に乗じて反レギン派（グレアスト）の手によって強奪、王家はそのことを公にせず、以後はレプリカを飾っている。以降はガヌロンが保有していたが、ティグルたちとの決戦で敗れた後は、ティグルたちが奪還した。
単位
チェート
作中で使用されるセンチメートルの単位。
アルシン
作中で使用されるメートルの単位。
ベルスタ
作中で使用されるキロメートルの単位。

## 制作背景
元々作者は他のレーベルでファンタジー作品を手掛けていたが、MJ文庫J編集部から「うちのレーベルでファンタジー作品を書いてみないか」と提案を受けたことで本作の執筆が始まった。当初のタイトルは「魔弾の射手」であり、プロットの中に「ヒロインは戦姫の一人にして、剣と戦の達人」という一文があった。担当編集者はこの「戦姫」という言葉が良い意味で引っかかり、これを膨らませる形で作者に相談して現状の設定になっていった。
作者は過去に書いていた作品に剣や槍が既に登場していたことから別の武器にしようと考え、「モンスターハンター」の主人公が飛び道具を使用していたことからこういった主人公も受け入れられるかもしれないと思い、最終的に主人公の武器が弓になった。

## 既刊一覧

### 小説
- 川口士（著）・よし☆ヲ（イラスト、9巻よりキャラクター原案）・片桐雛太（9巻よりイラスト） 『魔弾の王と戦姫』 メディアファクトリー→KADOKAWA〈MF文庫J〉、全18巻
  1. 2011年4月30日初版第一刷発行（4月25日発売[20]）、ISBN 978-4-8401-3857-4
  2. 2011年8月31日初版第一刷発行（8月25日発売[21]）、ISBN 978-4-8401-3970-0
  3. 2011年12月31日初版第一刷発行（12月22日発売[22]）、ISBN 978-4-8401-4339-4
  4. 2012年4月30日初版第一刷発行（4月25日発売[23]）、ISBN 978-4-8401-4553-4
  5. 2012年8月31日初版第一刷発行（8月24日発売[24]）、ISBN 978-4-8401-4685-2
  6. 2013年1月31日初版第一刷発行（1月25日発売[25]）、ISBN 978-4-8401-4962-4
  7. 2013年7月31日初版第一刷発行（7月25日発売[26]）、ISBN 978-4-8401-5187-0
  8. 2014年1月31日初版第一刷発行（1月24日発売[27]）、ISBN 978-4-0406-6154-4
  9. 2014年5月31日初版第一刷発行（5月23日発売[28]）、ISBN 978-4-0406-6749-2
  10. 2014年10月31日初版第一刷発行（10月24日発売[29]）、ISBN 978-4-0406-7124-6
  11. 2015年3月31日初版第一刷発行（3月25日発売[30]）、ISBN 978-4-0406-7477-3
  12. 2015年7月31日初版第一刷発行（7月24日発売[31]）、ISBN 978-4-0406-7720-0
  13. 2015年11月30日初版第一刷発行（11月25日発売[32]）、ISBN 978-4-0406-7958-7
  14. 2016年3月31日初版第一刷発行（3月25日発売[33]）、ISBN 978-4-04-068180-1
  15. 2016年8月31日初版第一刷発行（8月25日発売[34]）、ISBN 978-4-04-068601-1
  16. 2017年1月25日初版第一刷発行（同日発売[35]）、ISBN 978-4-04-069014-8
  17. 2017年7月25日初版第一刷発行（同日発売[36]）、ISBN 978-4-04-069348-4
  18. 2017年11月25日初版第一刷発行（同日発売[37]）、ISBN 978-4-04-069455-9
- 川口士（著）・白谷こなか（イラスト） 『魔弾の王と戦姫』 集英社〈ダッシュエックス文庫（※電子書籍版のみ）〉、全7巻
  1. 『魔弾の王と戦姫 第1章―出逢い―』2022年9月22日発売[38]、ASIN B0BCW1Q2W2
  2. 『魔弾の王と戦姫 第2章―銀の流星―』2022年9月22日発売[39]、ASIN B0BCW5HVNG
  3. 『魔弾の王と戦姫 第3章―流転別離―』2022年12月23日発売[40]、ASIN B0BNMJXVTQ
  4. 『魔弾の王と戦姫 第4章―忘失甦生―』2023年4月25日発売[41]、ASIN B0BZNFYM6T
  5. 『魔弾の王と戦姫 第5章―月光の騎士―』2023年8月25日発売[42]、ASIN B0CBRB9DDD
  6. 『魔弾の王と戦姫 第6章―凶星目覚める―』2024年1月25日発売[43]、ASIN B0CS6D5Y1M
  7. 『魔弾の王と戦姫 第7章―伝説の終焉―』2024年5月24日発売[44]、ASIN B0D3PT5Z27
- 川口士（著）・美弥月いつか（イラスト） 『魔弾の王と凍漣の雪姫』 集英社〈ダッシュエックス文庫〉、全12巻
  1. 2018年9月26日初版第1刷発行（9月21日発売[45]）、ISBN 978-4-08-631268-4
  2. 2019年2月27日初版第1刷発行（2月22日発売[46]）、ISBN 978-4-08-631289-9
  3. 2019年5月29日初版第1刷発行（5月24日発売[47]）、ISBN 978-4-08-631306-3
  4. 2019年9月30日初版第1刷発行（9月25日発売[48]）、ISBN 978-4-08-631330-8
  5. 2020年2月26日初版第1刷発行（2月21日発売[49]）、ISBN 978-4-08-631351-3
  6. 2020年7月27日初版第1刷発行（7月22日発売[50]）、ISBN 978-4-08-631372-8
  7. 2020年12月26日初版第1刷発行（12月21日発売[51]）、ISBN 978-4-08-631396-4
    - 『オーディオドラマダウンロードシリアルコード付き特装版』、同日発売[52]、ISBN 978-4-08-631377-3

  8. 2021年4月28日初版第1刷発行（4月23日発売[53]）、ISBN 978-4-08-631414-5
  9. 2021年8月30日初版第1刷発行（8月25日発売[54]）、ISBN 978-4-08-631434-3
  10. 2021年12月28日初版第1刷発行（12月23日発売[55]）、ISBN 978-4-08-631451-0
  11. 2022年4月27日初版第1刷発行（4月22日発売[56]）、ISBN 978-4-08-631465-7
  12. 2022年9月27日初版第1刷発行（9月22日発売[57]）、ISBN 978-4-08-631486-2
- 瀬尾つかさ（著）・川口士（原案）・八坂ミナト（イラスト、6巻よりキャラクターデザイン） / 白谷こなか（6巻よりイラスト） 『魔弾の王と聖泉の双紋剣』 集英社〈ダッシュエックス文庫〉、全6巻
  1. 2019年9月30日初版第1刷発行（9月25日発売[58]）、ISBN 978-4-08-631331-5
  2. 2020年2月26日初版第1刷発行（2月21日発売[59]）、ISBN 978-4-08-631349-0
  3. 2020年8月30日初版第1刷発行（8月25日発売[60]）、ISBN 978-4-08-631378-0
  4. 2020年12月26日初版第1刷発行（12月21日発売[61]）、ISBN 978-4-08-631397-1
  5. 2021年4月28日初版第1刷発行（4月23日発売[62]）、ISBN 978-4-08-631415-2
  6. 2021年8月30日初版第1刷発行（8月25日発売[63]）、ISBN 978-4-08-631435-0
- 橘ぱん（著）・川口士（原案）・白谷こなか（イラスト） 『ヤング・マスハス伝 -放蕩騎士と小粋な快刀- 魔弾の王外伝』 集英社〈ダッシュエックス文庫〉、2020年9月30日初版第1刷発行（9月25日発売[64]）、ISBN 978-4-08-631384-1
- 瀬尾つかさ（著）・川口士（原案）・白谷こなか（イラスト） 『魔弾の王と天誓の鷲矢』 集英社〈ダッシュエックス文庫〉、全3巻
  1. 2021年12月28日初版第1刷発行（12月23日発売[65]）、ISBN 978-4-08-631452-7
  2. 2022年4月27日初版第1刷発行（4月22日発売[66]）、ISBN 978-4-08-631466-4
  3. 2022年10月30日初版第1刷発行（10月25日発売[67]）、ISBN 978-4-08-631487-9
- 川口士（著）・美弥月いつか（イラスト） 『魔弾の王と叛神の輝剣』 集英社〈ダッシュエックス文庫〉、既刊3巻（2024年5月24日現在）
  1. 2023年9月27日第1刷発行（9月22日発売[68]）、ISBN 978-4-08-631520-3
  2. 2024年1月25日発売[69]、ISBN 978-4-08-631539-5
  3. 2024年5月24日発売[70]、ISBN 978-4-08-631551-7
- 川口士（著）・植田亮（イラスト） 『魔弾の王と極夜の輝姫』 集英社〈ダッシュエックス文庫〉、既刊2巻（2024年12月25日現在）
  1. 2024年8月23日発売[71]、ISBN 978-4-08-631566-1
  2. 2024年12月25日発売[72]、ISBN 978-4-08-631581-4

### 漫画
- 川口士（原作）・よし☆ヲ→片桐雛太（キャラクター原案）・柳井伸彦（作画） 『魔弾の王と戦姫』 メディアファクトリー→KADOKAWA〈MFコミックス フラッパーシリーズ〉、全10巻
  1. 2012年4月23日発売[73]、ISBN 978-4-8401-4457-5
  2. 2013年1月23日発売[74]、ISBN 978-4-8401-4789-7
  3. 2013年3月23日発売[75]、ISBN 978-4-8401-5035-4
  4. 2013年10月23日発売[76]、ISBN 978-4-8401-5341-6
  5. 2014年4月23日発売[77]、ISBN 978-4-04-066545-0
  6. 2014年10月23日発売[78]、ISBN 978-4-04-066880-2
  7. 2015年3月23日発売[79]、ISBN 978-4-04-067295-3
  8. 2015年9月19日発売[80]、ISBN 978-4-04-067810-8
  9. 2016年3月23日発売[81]、ISBN 978-4-04-068225-9
  10. 2016年9月23日発売[82]、ISBN 978-4-04-068536-6
- 柳井伸彦ほか（作） 『魔弾の王と戦姫 アンソロジー』 KADOKAWA〈MFコミックス フラッパーシリーズ〉、2014年10月23日発売[83]、ISBN 978-4-0406-6881-9
- 川口士（原作）・美弥月いつか（キャラクターデザイン）・kakao（作画） 『魔弾の王と凍漣の雪姫 序章』 集英社〈ヤングジャンプコミックス〉、2020年9月18日発売[9][84]、ISBN 978-4-08-891710-8
- 川口士（原作）・美弥月いつか（キャラクターデザイン）・的良みらん（作画） 『魔弾の王と凍漣の雪姫』 集英社〈ヤングジャンプコミックス〉、全3巻
  1. 2020年9月18日発売[85]、ISBN 978-4-08-892090-0
  2. 2022年4月19日発売[86]、ISBN 978-4-08-892316-1
  3. 2022年9月16日発売[87]、ISBN 978-4-08-892472-4
- 瀬尾つかさ（原作）・川口士（原案）・八坂ミナト（キャラクター原案）・bomi（作画） 『魔弾の王と聖泉の双紋剣』 集英社〈ヤングジャンプコミックス〉、既刊2巻（2022年9月16日現在）
  1. 2022年4月19日発売[88]、ISBN 978-4-08-892315-4
  2. 2022年9月16日発売[89]、ISBN 978-4-08-892471-7
- 川口士（原作）・早矢塚かつや（脚本）・白谷こなか / 美弥月いつか（キャラクター原案）・かたせなの（作画） 『恋する魔弾と戦姫のアカデミア 〜Another Story of the Lord Marksman and Vanadis〜』 集英社〈ヤングジャンプコミックスDIGITAL（※電子書籍版のみ）〉、全2巻
  1. 2024年4月18日発売[90]、ASIN B0D1FPPSSV
  2. 2025年4月17日発売[91]、ASIN B0F3FD3XTS

### 関連書籍
- 片桐雛太 『魔弾の王と戦姫 片桐雛太画集』 KADOKAWA、2017年11月25日初版発行（同日発売[92]）、ISBN 978-4-04-069456-6

## テレビアニメ
2013年7月に開催されたイベント「MF文庫J 夏の学園祭2013」にてアニメ化が発表され、2014年10月より12月まで放送された。ナレーションは小杉十郎太が担当。

### スタッフ
- 原作 - 川口士（MF文庫J『魔弾の王と戦姫』 / 株式会社KADOKAWA メディアファクトリー刊）[15]
- キャラクター原案 - よし☆ヲ[15]、柳井伸彦[15]、片桐雛太[15]
- 監督・シリーズ構成 - 佐藤竜雄[15]
- キャラクターデザイン・総作画監督 - 椛島洋介[15]
- サブキャラクターデザイン - いとうまりこ[15]
- プロップデザイン - 大橋幸子[15]、秋篠 Denforword 日和[15]
- デザインワークス - 大河広行[15]、石川寛貢[15]
- エフェクト作画監督 - 酒井智史[94]
- 馬術アクション - 赤堀重雄[94]
- 美術設定 - ニエム・ヴィンセント[15]
- 美術監督 - 甲斐政俊[15]
- 色彩設計 - 篠原愛子[15]
- CGプロデューサー - 橋本トミサブロウ[15]
- CGディレクター - 畑山勇太[15]
- 撮影監督 - 岩崎敦[15]
- 編集 - 定松剛[15]
- 音響監督 - 本山哲[15]
- 音楽 - 横山克[15]、信澤宣明[15]
- 音楽制作 - KADOKAWA（メディアファクトリー）[15]
- 音楽プロデューサー - 竹山沙織
- プロデューサー - 田中翔[94]、中道圭吾[94]、大貫一雄[94]、上間康弘[94]、清水美佳[94]、植木達也[94]
- アニメーションプロデューサー - 金子文雄[94]
- アニメーション制作 - サテライト[15]
- 製作 - 魔弾の王と戦姫製作委員会[15]

### 主題歌
オープニングテーマ「銀閃の風」
作詞 - 坂井竜二 / 作曲・編曲 - 鈴木ヤスヨシ / 歌 - 鈴木このみ
エンディングテーマ
「Schwarzer Bogen」（第1話 - 第9話、第11話 - 第13話）
作詞 - LINDEN /  作曲・編曲 - 片山修志 / 歌 - 原田ひとみ
タイトルはドイツ語で「黒い弓」を意味しており、作品主人公ティグルが手にする弓をイメージしたロックバラード風の曲に仕上がっている。
「竜星鎮魂歌」（第10話）
作詞 - 坂井竜二 /  作曲・編曲 - 山崎泰之 / 歌 - 鈴木このみ

### 各話リスト
| 話数     | サブタイトル               | 絵コンテ          | 演出       | 作画監督                                                          |
| -------- | -------------------------- | ----------------- | ---------- | ----------------------------------------------------------------- |
| 第一話   | 戦場の風姫                 | 佐藤竜雄          | 近藤一英   | 椛島洋介 大橋幸子（食事）                                         |
| 第二話   | 帰還                       | 稲井仁            | 石川俊介   | いとうまりこ                                                      |
| 第三話   | 甦る魔弾                   | 佐藤竜雄          | 渡部高志   | 福世孝明                                                          |
| 第四話   | 凍漣の雪姫（ミーチェリア） | 西本由紀夫        | 浅野勝也   | 長田好弘、大久保義之                                              |
| 第五話   | タトラ山攻略戦             | 渡部高志          | 渡部高志   | 西尾公伯、岩岡優子 大橋幸子（食事）                               |
| 第六話   | 黒騎士                     | 西澤晋            | 近藤一英   | 田中知江、坂本俊太 長坂寛治                                       |
| 第七話   | 守るために                 | 西澤晋            | 安田賢司   | 福世孝明                                                          |
| 第八話   | 二千対二万                 | 石川俊介          | 石川俊介   | 長田好弘、清水裕輔 いとうまりこ                                   |
| 第九話   | 雷渦と煌炎                 | 渡部高志          | 羽原久美子 | WHANG SOUNG WON 椛島洋介・酒井智史（エフェクト）                  |
| 第十話   | オルメア会戦               | 稲井仁            | 近藤一英   | 長坂寛治、坂本俊太 田中知江                                       |
| 第十一話 | 戦姫二人                   | 伊藤達文          | 伊藤達文   | いとうまりこ                                                      |
| 第十二話 | 聖窟宮（サングロエル）     | 渡部高志 冨永恒雄 | 渡部高志   | 福世孝明、岩岡優子 大橋幸子（食事）                               |
| 第十三話 | 広がる世界                 | 佐藤竜雄          | 浅野勝也   | 椛島洋介、長田好弘 長坂寛治、坂本俊太 清水裕輔、田中知江 大橋幸子 |

### 放送局
| 放送期間                      | 放送時間                     | 放送局     | 対象地域・備考                       |
| ----------------------------- | ---------------------------- | ---------- | ------------------------------------ |
| 2014年10月4日 - 12月27日      | 土曜 20:00 - 20:30           | AT-X       | 日本全域 / リピート放送あり          |
| 2014年10月5日 - 12月28日      | 日曜 1:58 - 2:28（土曜深夜） | 毎日放送   | 近畿広域圏 / 『アニメシャワー』第1部 |
| 2014年10月7日 - 12月30日      | 火曜 0:30 - 1:00（月曜深夜） | TOKYO MX   | 東京都                               |
| 2014年10月8日 - 2015年1月4日  | 水曜 2:05 - 2:35（火曜深夜） | テレビ愛知 | 愛知県                               |
| 2014年10月10日 - 2015年1月2日 | 金曜 0:00 - 0:30（木曜深夜） | BS11       | 日本全域 / 『ANIME+』枠              |

| 配信期間                       | 配信時間                     | 配信サイト         | 備考            |
| ------------------------------ | ---------------------------- | ------------------ | --------------- |
| 2014年10月10日 - 2015年1月2日  | 金曜 0:30 - 1:00（木曜深夜） | ニコニコ生放送     |                 |
|                                | 金曜 1:00（木曜深夜） 更新   | ニコニコチャンネル | 最新話1週間無料 |
| 2014年10月17日 - 2015年1月9日  | 金曜 0:00（木曜深夜） 更新   | バンダイチャンネル |                 |
| 2014年10月24日 - 2015年1月16日 | 金曜 12:00 更新              | dアニメストア      |                 |

### BD / DVD
| 巻 | 発売日         | 収録話          | 規格品番  | 規格品番  |
| 巻 | 発売日         | 収録話          | BD        | DVD       |
| -- | -------------- | --------------- | --------- | --------- |
| 1  | 2014年12月24日 | 第1話 - 第3話   | ZMXZ-9751 | ZMBZ-9761 |
| 2  | 2015年1月28日  | 第4話 - 第5話   | ZMXZ-9752 | ZMBZ-9762 |
| 3  | 2015年2月25日  | 第6話 - 第7話   | ZMXZ-9753 | ZMBZ-9763 |
| 4  | 2015年3月25日  | 第8話 - 第9話   | ZMXZ-9754 | ZMBZ-9764 |
| 5  | 2015年4月24日  | 第10話 - 第11話 | ZMXZ-9755 | ZMBZ-9765 |
| 6  | 2015年5月27日  | 第12話 - 第13話 | ZMXZ-9756 | ZMBZ-9766 |

### webラジオ
『ティグルとリムの魔弾ラジオ』は、2014年9月30日から2015年1月20日までHiBiKi Radio Stationにて配信されていたWebラジオ番組。毎週火曜日更新。全16回。パーソナリティは石川界人（ティグルヴルムド＝ヴォルン 役）、井口裕香（リムアリーシャ 役）。
　ゲスト
　・第4・5回(10月21日・28日) 戸松遥　
　・第10・15・16回(12月2日・2015年1月13日・20日) 小松未可子
　・第12・13回(12月16日・23日) 上坂すみれ
　・第14回(12月30日) 茅野愛衣

### ティグルくんとヴァナディーちゅ
『ティグルくんとヴァナディーちゅ』は、2014年10月10日より公式サイトで公開されている2分半ほどのミニキャラ劇場。毎週金曜（最終回のみ火曜）公開で、公開期間は2週間（新作を公開するときに2回前の作品を削除するのでもっと長い場合もあった）。10月3日にはイントロダクションにあたる第0話が公開されている。
ティグルやエレンなどの登場人物が2.5頭身のキャラで登場するが、作中随所にみやひこのイラスト（アニメ本編と同じ頭身のもの）が挿入される。YouTubeに投稿された形でアップデートされており、公式サイトのコーナー内にはめ込まれている。
この作品の中では、コメディタッチで進行しているだけでなく、アニメではすくいきれなかった原作のエピソードを盛り込まれる。なお、この作品はBD・DVDの各巻特典に収録されることになっている。

#### スタッフ（Webアニメ）
- 企画 - 田中翔
- 監督・脚本・演出 - 芦名みのる
- ぷちキャラクターデザイン・作画 - たけはらみのる
- タイトルロゴデザイン・イラスト - みやひこ
- 音楽 - 横山克、信澤宣明
- 音響監督 - 本山哲
- アニメーション制作 - スタジオぷYUKAI
- 製作 - 魔弾の王と戦姫製作委員会

#### 各話リスト（Webアニメ）
| 話数   | サブタイトル                   | 公開期間                 | 出演キャラ                                                                   |
| ------ | ------------------------------ | ------------------------ | ---------------------------------------------------------------------------- |
| 第0話  | 戦姫とのそーぐー               | 2014年10月3日 - 10月17日 | ティグル、エレン、リム                                                       |
| 第1話  | はげしく突け!                  | 10月10日 - 10月24日      | ティグル、エレン、リム                                                       |
| 第2話  | 買い食いの戦姫                 | 10月17日 - 10月31日      | ティグル、エレン、リム                                                       |
| 第3話  | 覚醒めるくまたん               | 10月24日 - 11月7日       | ティグル、エレン、リム                                                       |
| 第4話  | くま好き一人                   | 10月31日 - 11月14日      | ティグル、リム、ティッタ                                                     |
| 第5話  | 可愛いくまとやわらかい何かと   | 11月7日 - 11月21日       | ティグル、エレン、リム、ティッタ                                             |
| 第6話  | あたたかな何かときれいな何かと | 11月14日 - 11月28日      | ティグル、エレン、リム、リュドミラ                                           |
| 第7話  | 天然の耀姫                     | 11月21日 - 12月5日       | ティグル、エレン、ソフィーヤ                                                 |
| 第8話  | 皮肉 対 禿頭                   | 11月28日 - 12月12日      | ティグル、ルーリック、ジェラール                                             |
| 第9話  | こっそり集結                   | 12月5日 - 12月19日       | ティグル、リム、アレクサンドラ、エリザヴェータ                               |
| 第10話 | 明かされかける真実             | 12月12日 - 12月26日      | ティッタ、リム、リュドミラ                                                   |
| 第11話 | 明かされてしまった真実         | 12月19日 - 2015年1月6日  | ティグル、エレン、リム、レギン                                               |
| 第12話 | 幕間                           | 12月26日 - 2015年1月23日 | ティグル、エレン、ティッタ、リム、ヴァレンティナ、ルーリック                 |
| 第13話 | もう一つのエピローグ           | 2015年1月6日 - 1月23日   | ティグル、エレン、ティッタ、リム、リュドミラ、ソフィーヤ、レギン、ルーリック |

### ゲーム
サテライトならびにゲームゲートがスマートフォン版Mobageにて2015年1月21日に、スマートフォン版GREEにて2015年9月29日にソーシャルゲームを提供した。2016年6月10日をもってサービス終了。